# 10. März
Der 10. März ist der 69. Tag des gregorianischen Kalenders (der 70. in Schaltjahren), somit bleiben 296 Tage bis zum Jahresende.

## Ereignisse

### Politik und Weltgeschehen

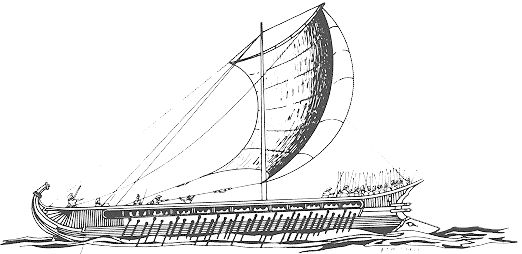
241 v. Chr.: Römische Trireme

- 241 v. Chr.: In der Schlacht bei den Ägatischen Inseln versenkt die Flotte der Römischen Republik unter Gaius Lutatius Catulus die karthagische Flotte unter Hanno dem Großen und beendet damit den Ersten Punischen Krieg.
- 1098: Nach der Ermordung von Thoros, dem Herrscher von Edessa, wird der von ihm adoptierte Kreuzfahrer Balduin von Boulogne der erste Graf von Edessa und gründet damit den ersten Kreuzfahrerstaat.
- 1322: In der Schlacht von Burton Bridge kann das Heer des englischen Königs Eduard II. die Stellung der von Thomas of Lancaster geführten Rebellen auf der Brücke umgehen und sie zum weiteren Rückzug zwingen.
- 1465: Mehrere französische Hochadelige schließen sich unter der Führung von Karl dem Kühnen in der Ligue du Bien public zusammen, um der unordentlichen und jämmerlichen Regierung Ludwigs XI. entgegenzutreten. Sie beabsichtigen dessen Bruder Charles de Valois, duc de Berry auf den Thron zu setzen.

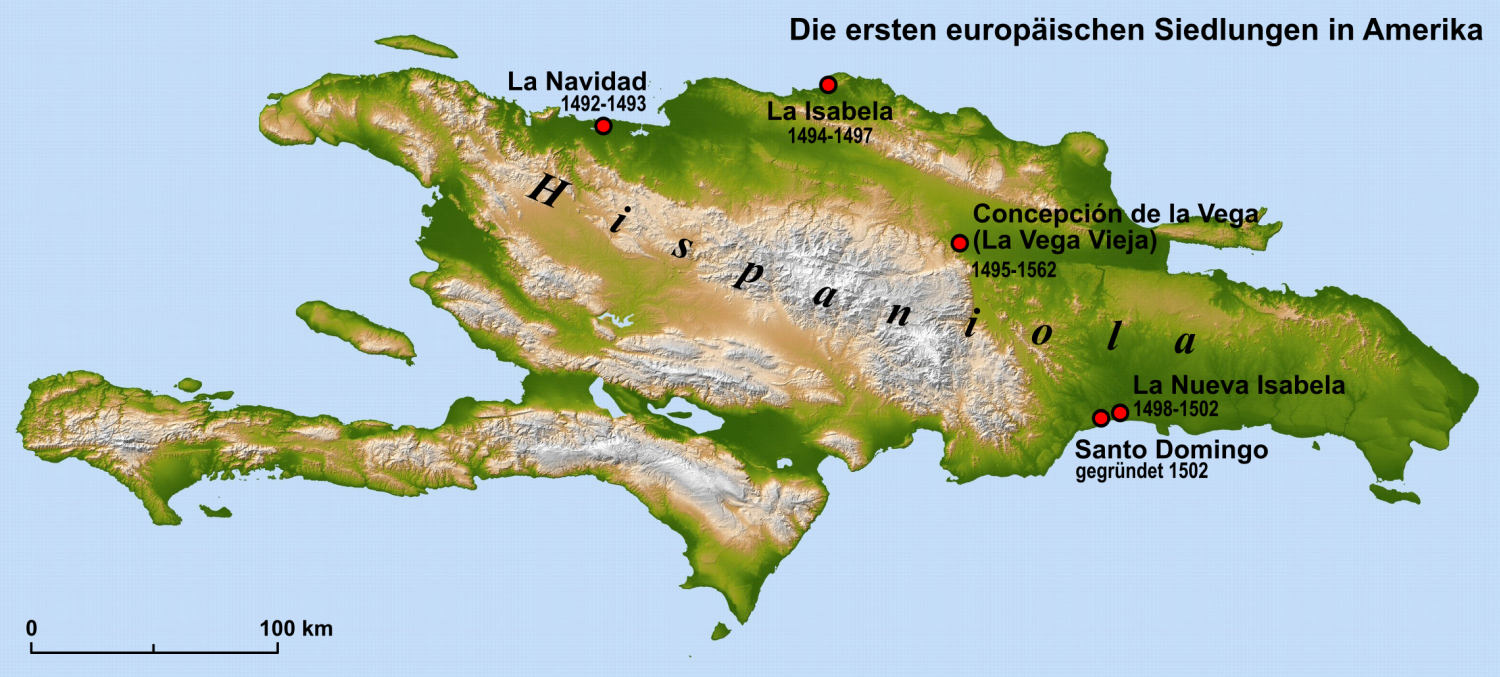
1496: Erste europäische Siedlungen in Amerika

- 1496: Nachdem im Oktober des Vorjahres eine königliche Untersuchungskommission in La Isabela angekommen ist, verlässt Christoph Kolumbus die Kolonie Hispaniola in Richtung Spanien, um dem Königspaar persönlich Bericht zu erstatten. Während seiner Abwesenheit gründet sein Bruder Bartolomeo die neue Hauptstadt Santo Domingo.

1535: Galapagosinseln

- 1535: Mit einem spanischen Schiff, das Tomás de Berlanga an Bord hat, erreichen durch Zufall die ersten Europäer die Galapagosinseln.
- 1629: König Karl I. löst das Parlament auf und führt England in die elf Jahre dauernde parlamentslose Zeit.

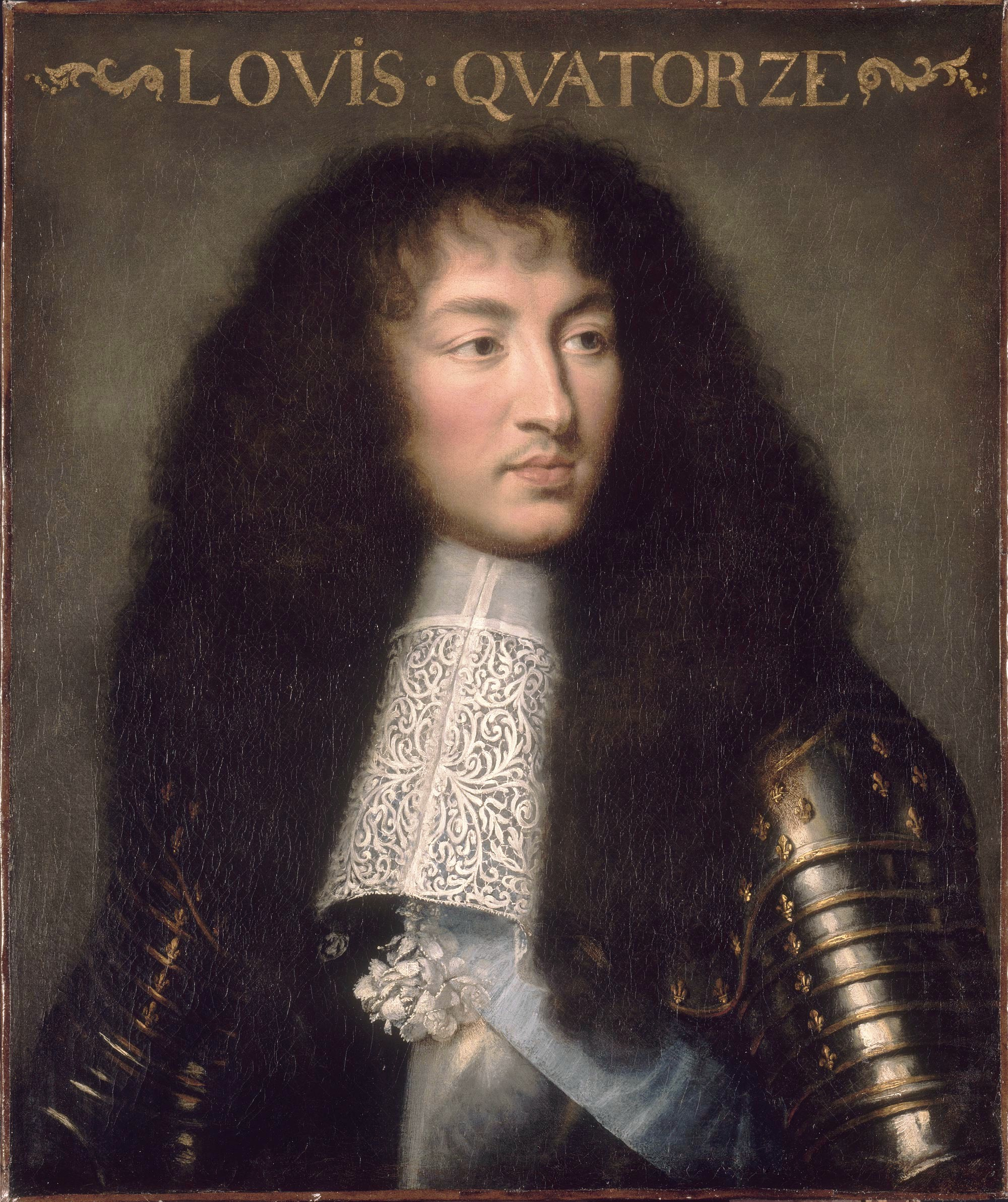
1661: Ludwig XIV.

- 1661: Einen Tag nach dem Tod seines Ministers, Kardinal Jules Mazarin, nimmt Frankreichs König Ludwig XIV. alle Regierungsgeschäfte in die eigene Hand.
- 1697: Der russische Zar Peter I. beginnt eine Reise in den europäischen Westen („Große Gesandtschaft“).
- 1766: Die spanische Regierung in Madrid verbietet ihren Bürgern, den runden breitkrempigen Hut und den langen Mantel zu tragen. Unwille in der Bevölkerung löst dreizehn Tage später den Madrider Hutaufstand aus.
- 1793: Der Nationalkonvent im Frankreich der Revolutionszeit gründet das Revolutionstribunal, dessen Urteile nicht mehr angefochten werden können. Rechtshistorisch erwächst daraus eine dritte Gewalt, die moderne Judikative.
- 1797: Nach dem Italienfeldzug wendet sich Napoleon Bonaparte mit seinen Truppen dem Kriegsgegner Österreich im Ersten Koalitionskrieg zu und beginnt mit dem Einmarsch in feindliches Gebiet am Fluss Tagliamento.
- 1801: In Großbritannien wird erstmals eine Volkszählung durchgeführt.

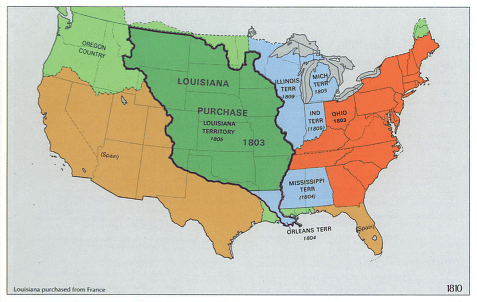
1804: Die USA nach dem Kauf Louisianas

- 1804: In St. Louis wird nach Abschluss des Louisiana Purchase das Territorium Louisiana in einer förmlichen Zeremonie von Frankreich an die USA übergeben.
- 1814: In der Schlacht bei Laon unterliegt Napoleon Bonaparte den im Sechsten Koalitionskrieg verbündeten Preußen und Russen.
- 1830: Auf Antrag von Generalgouverneur Johannes van den Bosch gründet der niederländische König Wilhelm I. mit Erlass die Nederlandsch-Oost-indisch Leger, die niederländisch-ostindische Kolonialarmee.
- 1831: Das vom französischen König Louis-Philippe I. erlassene Gesetz vom 9. März 1831 zur Gründung der Fremdenlegion tritt in Kraft. Diese darf nur außerhalb der Grenzen des Königreichs eingesetzt werden.
- 1831: In der ersten kantonalen Volksabstimmung in der Geschichte des Kantons Zürich während der Regenerationszeit wird die neue liberale Verfassung angenommen, die am Ustertag eingefordert worden ist.
- 1848: Der den Mexikanisch-Amerikanischen Krieg beendende Vertrag von Guadalupe Hidalgo wird durch den Senat der Vereinigten Staaten ratifiziert. Mexiko folgt mit der Ratifizierung am 19. Mai.

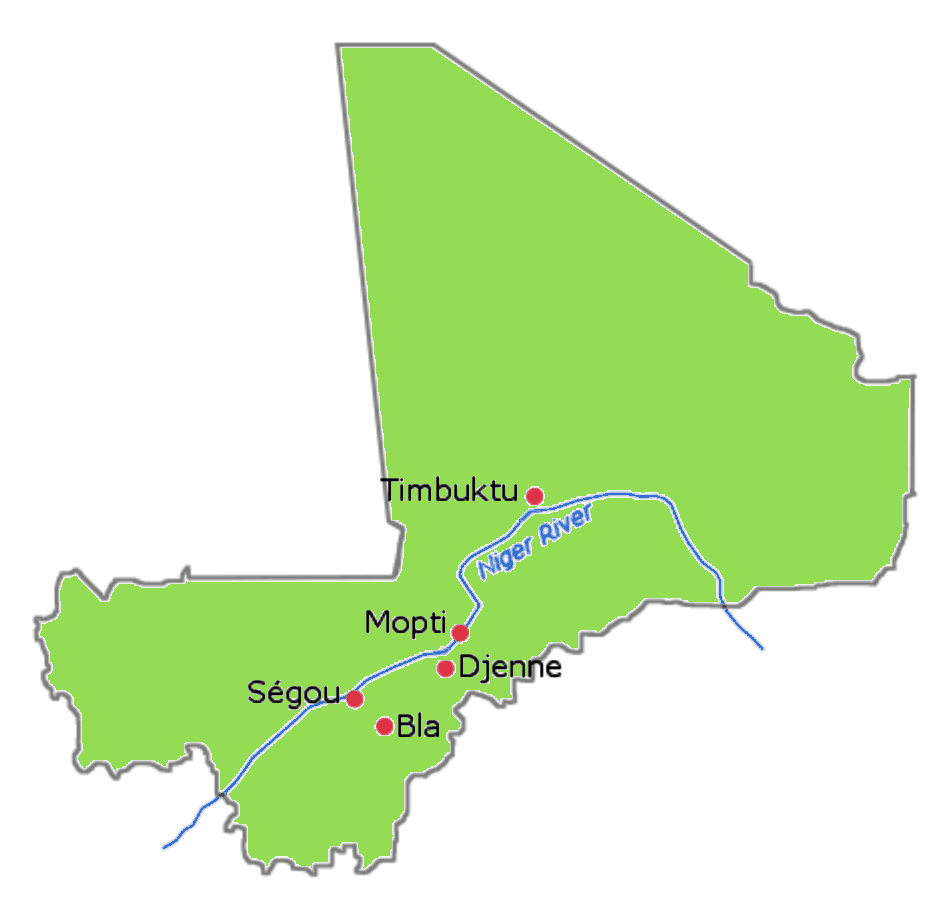
1861: Städte in Bambara

- 1861: Mit der Einnahme der Hauptstadt Ségou durch muslimische Kämpfer aus den Reihen der Tukulor und anschließenden Pressionen gegenüber der Bevölkerung, zum Islam zu konvertieren, endet nach rund 150 Jahren das afrikanische Reich Bambara im Gebiet des heutigen Mali.

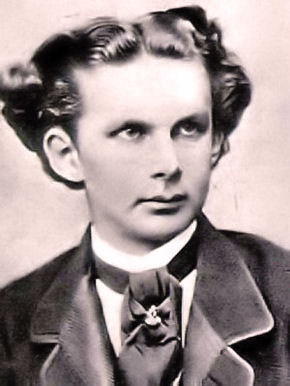
1864: Ludwig II. von Bayern

- 1864: Kronprinz Ludwig Friedrich Wilhelm von Wittelsbach wird nach dem Tod seines Vaters Maximilian II. als König Ludwig II. von Bayern proklamiert.
- 1882: Mit einem Landstrich an der Bucht von Assab erwirbt das Königreich Italien seine erste Kolonie.
- 1889: Am zweiten Tag der Schlacht von Gallabat fällt der äthiopische Kaiser Yohannes IV. im Kampf gegen die sudanesischen Mahdisten, welche den Sieg davontragen.
- 1893: Während des Wettlaufs um Afrika erklärt Frankreich die Elfenbeinküste zur französischen Kolonie.
- 1899: In Frankreich wird durch ein Dekret der Führerschein mit Fahrprüfung Pflicht.
- 1911: Frankreich wechselt von der bisherigen Pariser Zeit auf die Zeitzone des Nullmeridians in Greenwich und führt die Westeuropäische Zeit ein.
- 1912: Der durch die Nationalversammlung in Nanjing gewählte Yuan Shikai tritt sein Amt als Präsident der Republik China an.
- 1945: Die Eisenbahnbrücke Wesel wird als letzte Rheinbrücke unter deutscher Kontrolle im Zweiten Weltkrieg von der Wehrmacht gesprengt.
- 1948: Beim dritten Prager Fenstersturz stirbt zwei Wochen nach dem kommunistischen Februarumsturz der nichtkommunistische Außenminister Jan Masaryk. Ob er – wie offiziell verlautbart – Suizid begangen hat oder gewaltsam aus einem Fenster des Palais Czernin gestoßen worden ist, bleibt ungeklärt.

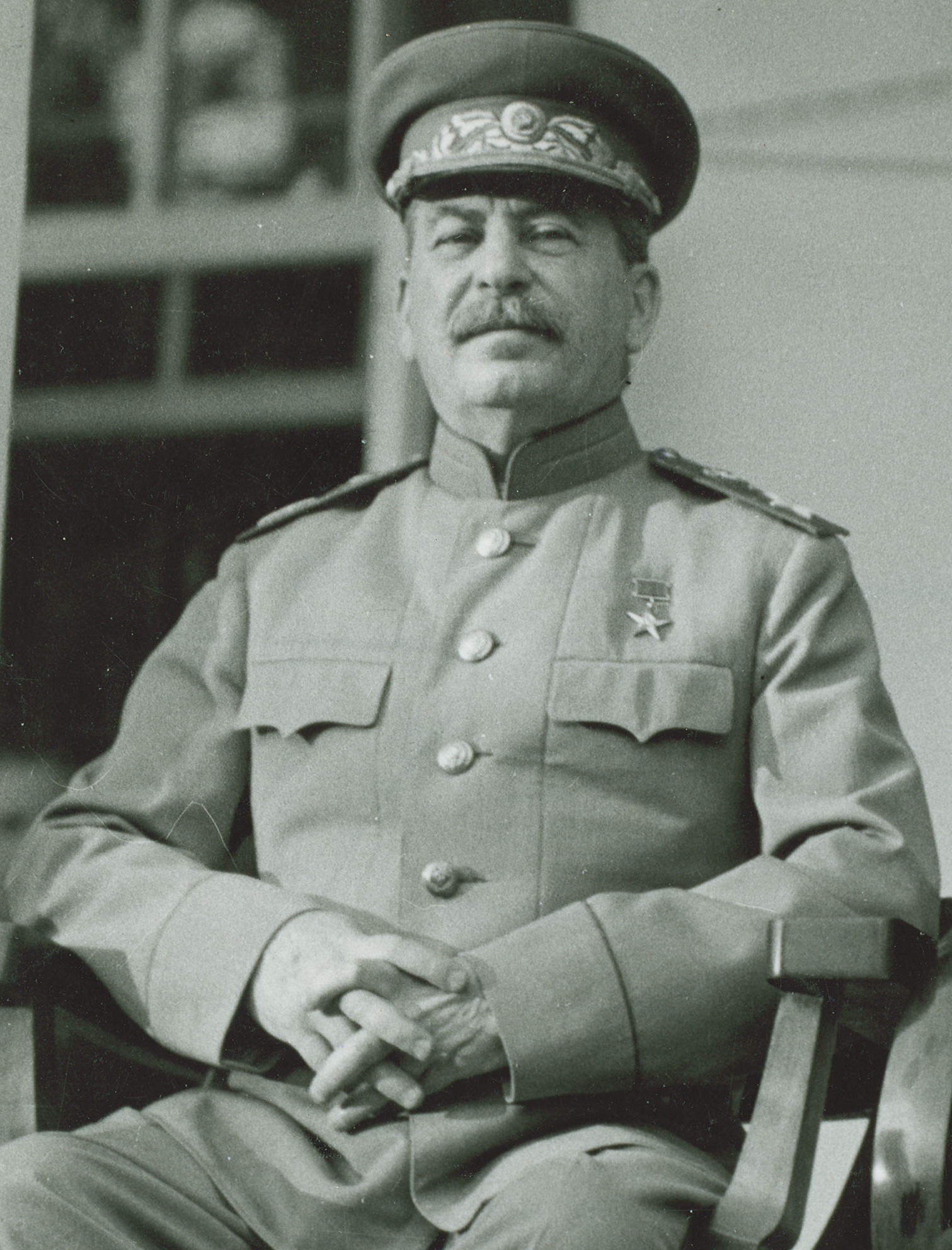
1952: Josef Stalin

- 1952: Der sowjetische Staatschef Josef Stalin legt den Westmächten durch Botschafter Andrei Andrejewitsch Gromyko ein Angebot für Verhandlungen vor, das die Vereinigung von West- und Ostdeutschland vorsieht, die Stalin-Noten.
- 1952: Als sich der Wahlsieg der oppositionellen Partido del Pueblo Cubano nach dem Selbstmord des Parteiführers Eduardo Chibás abzeichnet, putscht sich Ex-Präsident Fulgencio Batista gegen den regierenden Präsidenten Carlos Prío Socarrás in Kuba an die Macht.
- 1959: Der tibetische Widerstand gegen die Besetzung durch die Volksrepublik China gipfelt in einem offenen Volksaufstand. Dieser wird von den chinesischen Machthabern bis zum 21. März mit Militärgewalt niedergeschlagen.
- 1964: Über Gardelegen wird ein vom französischen Militärflugplatz Toul-Rosières gestartetes Aufklärungsflugzeug RB-66C der US-Luftwaffe von der Rakete einer sowjetischen MiG-19 getroffen und stürzt auf ein Feld.

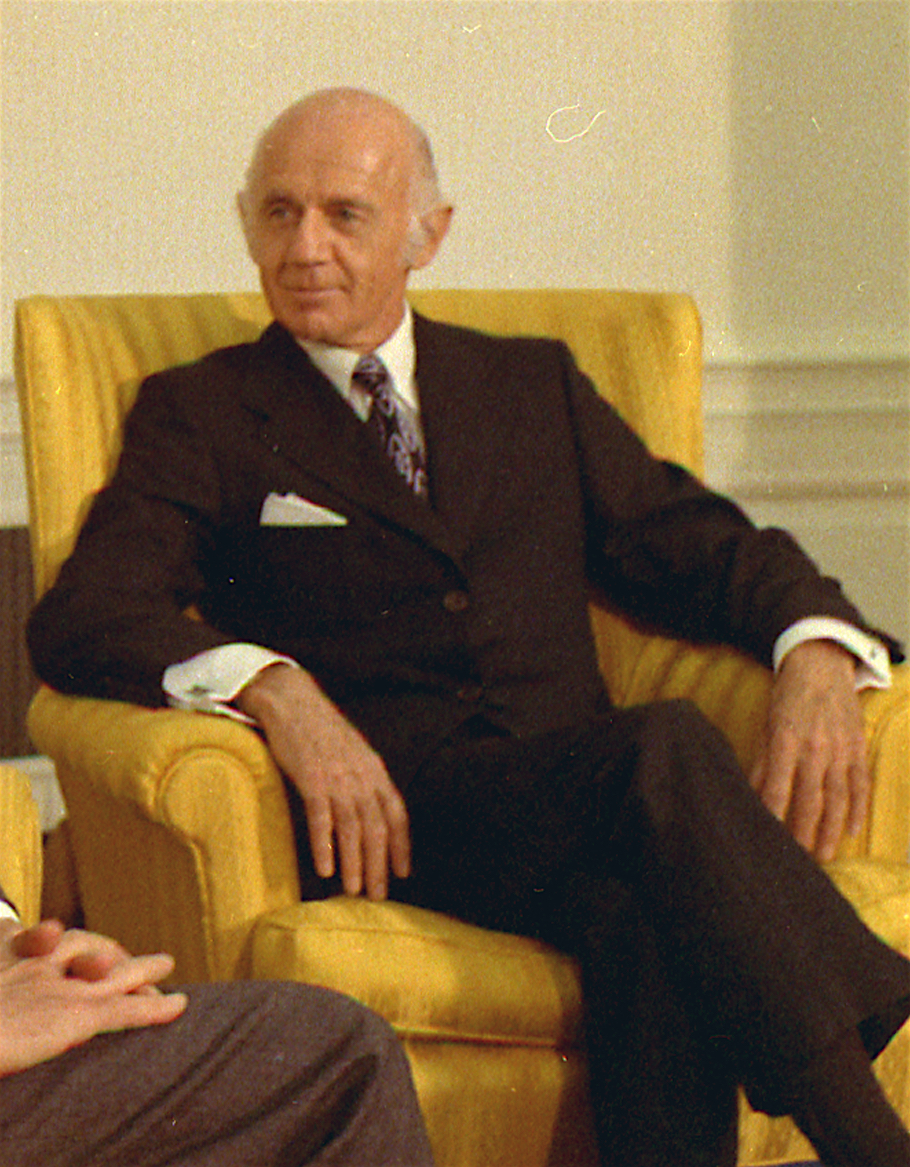
1971: William McMahon

- 1971: William McMahon löst John Gorton in einer parteiinternen Vertrauensabstimmung als Vorsitzender der Liberal Party of Australia und damit auch als Australiens Premier ab.
- 1985: Bei den Wahlen zum Abgeordnetenhaus von Berlin wird die Koalition von CDU und FDP unter dem Regierenden Bürgermeister Eberhard Diepgen (CDU) bestätigt, während die SPD ihr schlechtestes Wahlergebnis seit Kriegsende erzielt.
- 1992: Nach dem Putsch gegen Swiad Gamsachurdia wird Eduard Schewardnadse Staatsoberhaupt in Georgien.

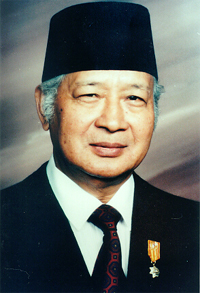
1998: Suharto

- 1998: Hadji Mohamed Suharto wird zum sechsten Mal zum Staats- und Regierungschef von Indonesien „gewählt“. Nur wenige Monate später muss er wegen anhaltender Proteste der Bevölkerung zurücktreten.
- 2004: In Griechenland wird Kostas Karamanlis, der Vorsitzende der konservativen Nea Dimokratia, nach seinem Wahlsieg am 7. März als Ministerpräsident vereidigt.
- 2007: George W. Bushs Amtsreise nach Kolumbien ist der erste Besuch eines US-Präsidenten in Bogotá seit Ronald Reagan im Jahr 1982. Der Aufenthalt wird von massiven Protesten gegen seine Politik begleitet.
- 2017: Das südkoreanische Verfassungsgericht enthebt Staatspräsidentin Park Geun-hye wegen Korruptionsvorwürfen ihres Amtes. Der Entscheidung gingen wochenlange Demonstrationen in der Bevölkerung und Parks Suspendierung voraus.

### Wirtschaft
- 1396: Per Gesetz werden in Venedig alle Berufsvereinigungen verpflichtet, Ausbildungsverträge bei Gericht registrieren zu lassen.
- 1649: In Lissabon wird durch König Johann IV. die Allgemeine Gesellschaft des Brasilienhandels gegründet.
- 1867: Die erste Ausgabe des Neuen Wiener Tagblattes, einer der auflagenstärksten Zeitungen Österreichs vor 1938, erscheint.
- 1870: Die Preußische Staatsregierung erteilt der im Januar gegründeten Deutschen Bank die Konzession. Sie nimmt am 9. April ihren Geschäftsbetrieb auf.
- 1891: Der US-Amerikaner Almon Strowger erhält ein Patent für den Strowger Switch, einen Schrittschaltwähler als technische Grundlage für die weltweit ersten automatisch arbeitenden Telefonvermittlungsstellen.
- 1906: Die Londoner U-Bahn-Linie Baker Street & Waterloo Railway nimmt zwischen den Stationen Baker Street und Kennington Road den Betrieb auf.
- 1949: Der österreichische Unternehmer Engelbert Brenter erhält Musterschutz für einen von ihm entworfenen Skibob.
- 2000: Der Aktienindex für den Neuen Markt NEMAX 50 und der NASDAQ-Aktienindex erreichen mit 9666 bzw. 5048,62 Punkten ihr Allzeithoch, bevor die als Dotcom-Blase bekannte Spekulationsblase platzt und es zu einem der größten Kursverfälle des 20. Jahrhunderts kommt.

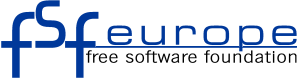
2001: Logo der FSFE

- 2001: Die gemeinnützige regierungsunabhängige Organisation Free Software Foundation Europe (FSFE) nimmt ihre Arbeit auf, ihr erster Präsident wird Georg Greve. Das Schwesterprojekt der amerikanischen Free Software Foundation kümmert sich um alle Belange der freien Software in Europa.

### Wissenschaft und Technik

1814: Fraunhoferlinien

- 1814: Joseph von Fraunhofer entdeckt die so genannten Fraunhoferlinien, Absorptionslinien, die als dunkle Streifen im Sonnenspektrum zu sehen sind.
- 1826: John Herschel dokumentiert das Auffinden einer Galaxie im Sternbild Jungfrau, der jetzigen NGC 4380.
- 1876: Alexander Graham Bell und sein Assistent Thomas Watson führen ein erstes Telefongespräch: Mr. Watson, kommen Sie her, ich möchte Sie sehen.

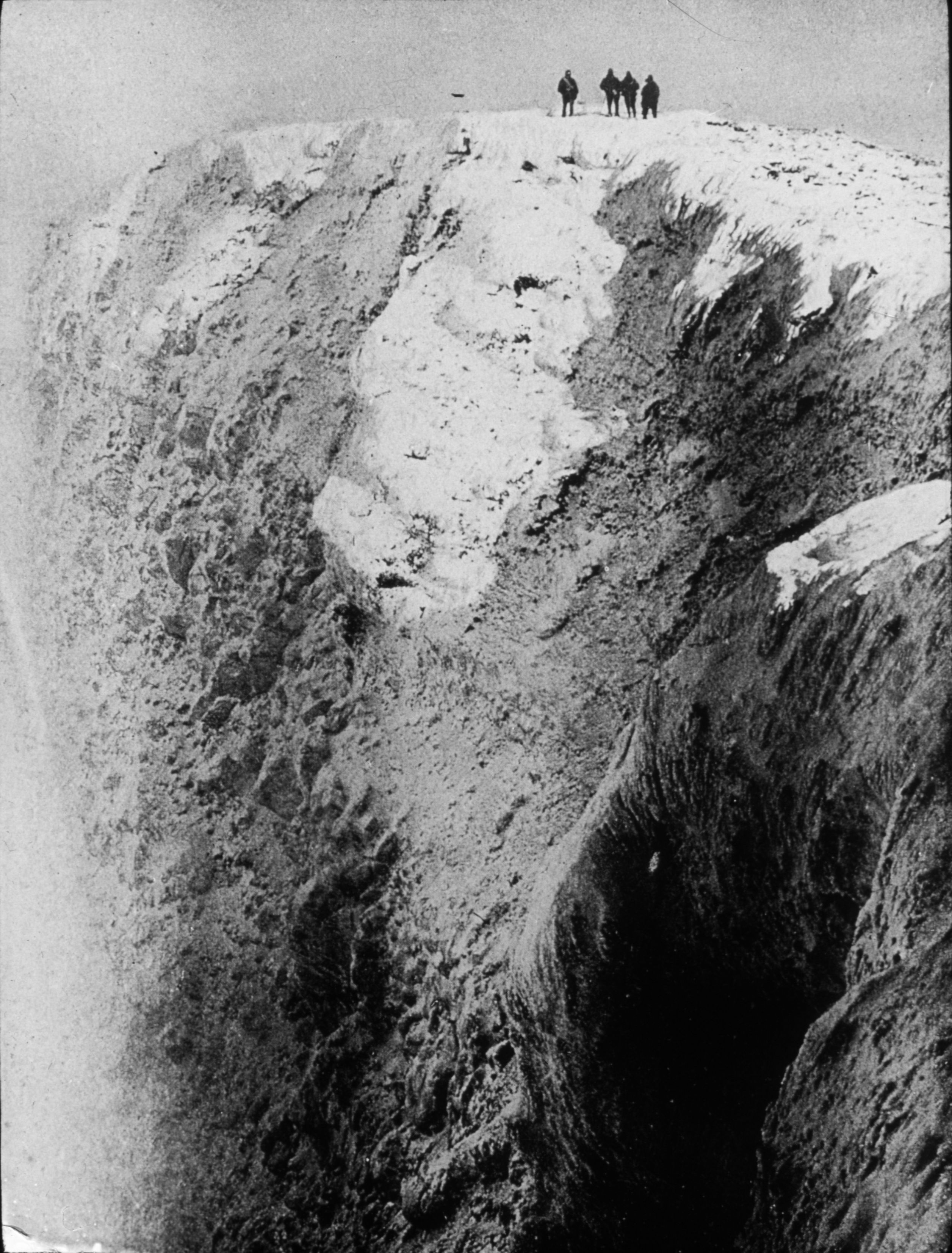
1908: Erstbesteigung des Mount Erebus

- 1908: Einer fünfköpfigen Mannschaft gelingt während der Nimrod-Expedition die erstmalige Gipfelbesteigung des Mount Erebus in der Antarktis.
- 1931: In Ägypten wird der Tebtunis-Mondkalender in Überresten einer Tempelanlage aus dem zweiten Jahrhundert v. Chr. entdeckt.

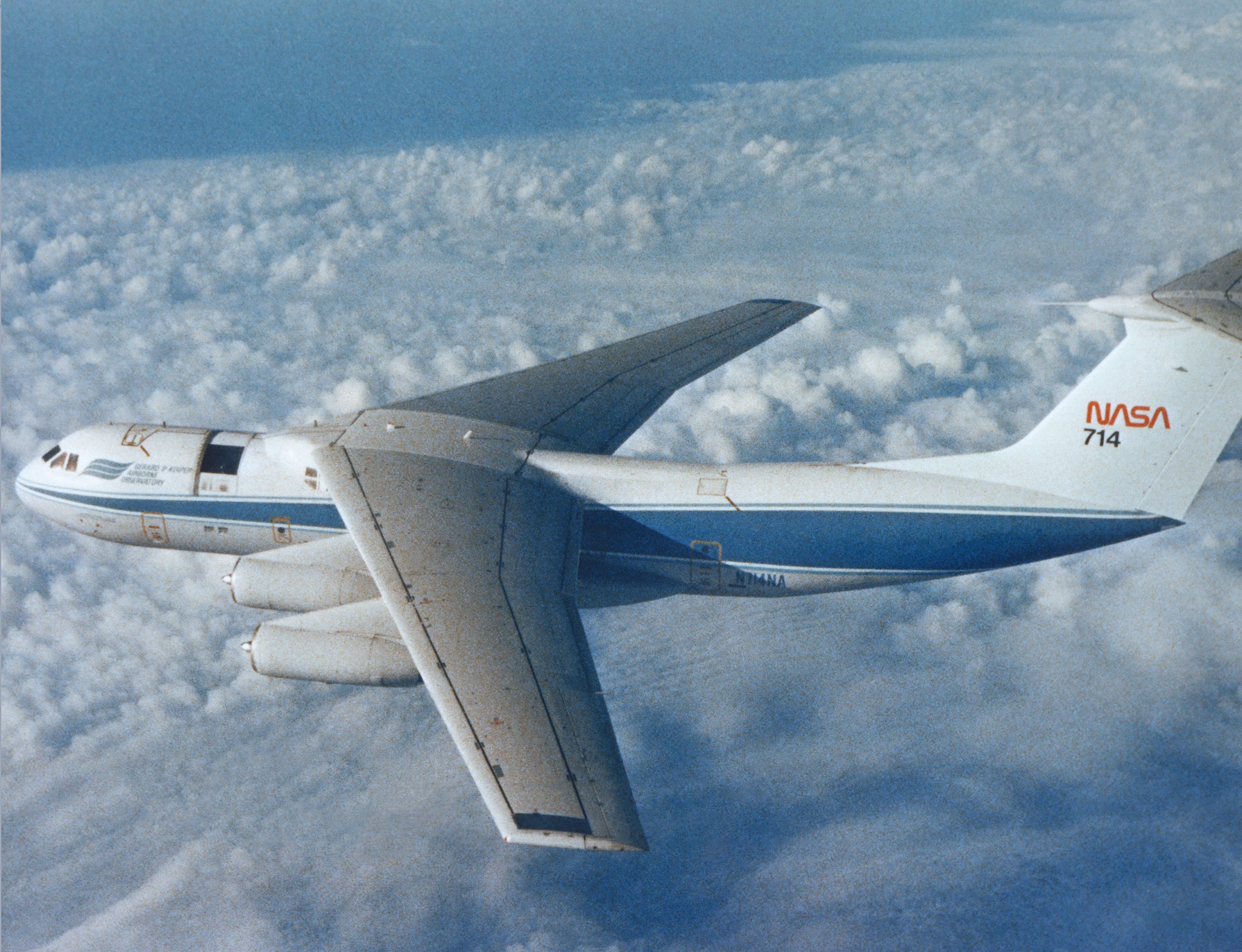
1977: Kuiper Airborne Observatory

- 1977: Auf einem Flug mit dem Kuiper Airborne Observatory der NASA entdecken James L. Elliot und sein Team das Ringsystem um den Planeten Uranus.
- 2006: Die Raumsonde Mars Reconnaissance Orbiter der NASA erreicht wie geplant nach fünfmonatiger Reise den Planeten Mars und schwenkt in seine Umlaufbahn ein. Er ist damit der vierte aktive Orbiter, der den Planeten umkreist.
- 2009: In Sipplingen wird der Fund einer aus Gehölzbast geflochtenen Sandale aus der Zeit um 2900 v. Chr. der Öffentlichkeit bekanntgegeben. Taucharchäologen haben einige Wochen zuvor in der Pfahlbaubucht im Bodensee das gut erhaltene Stück entdeckt.

### Kultur
- 1814: Die Uraufführung des Feenspiels Die Eselshaut oder Die blaue Insel von Johann Nepomuk Hummel erfolgt am Theater an der Wien in Wien.
- 1842: Die Posse mit Gesang Einen Jux will er sich machen von Johann Nestroy wird im Theater an der Wien uraufgeführt.

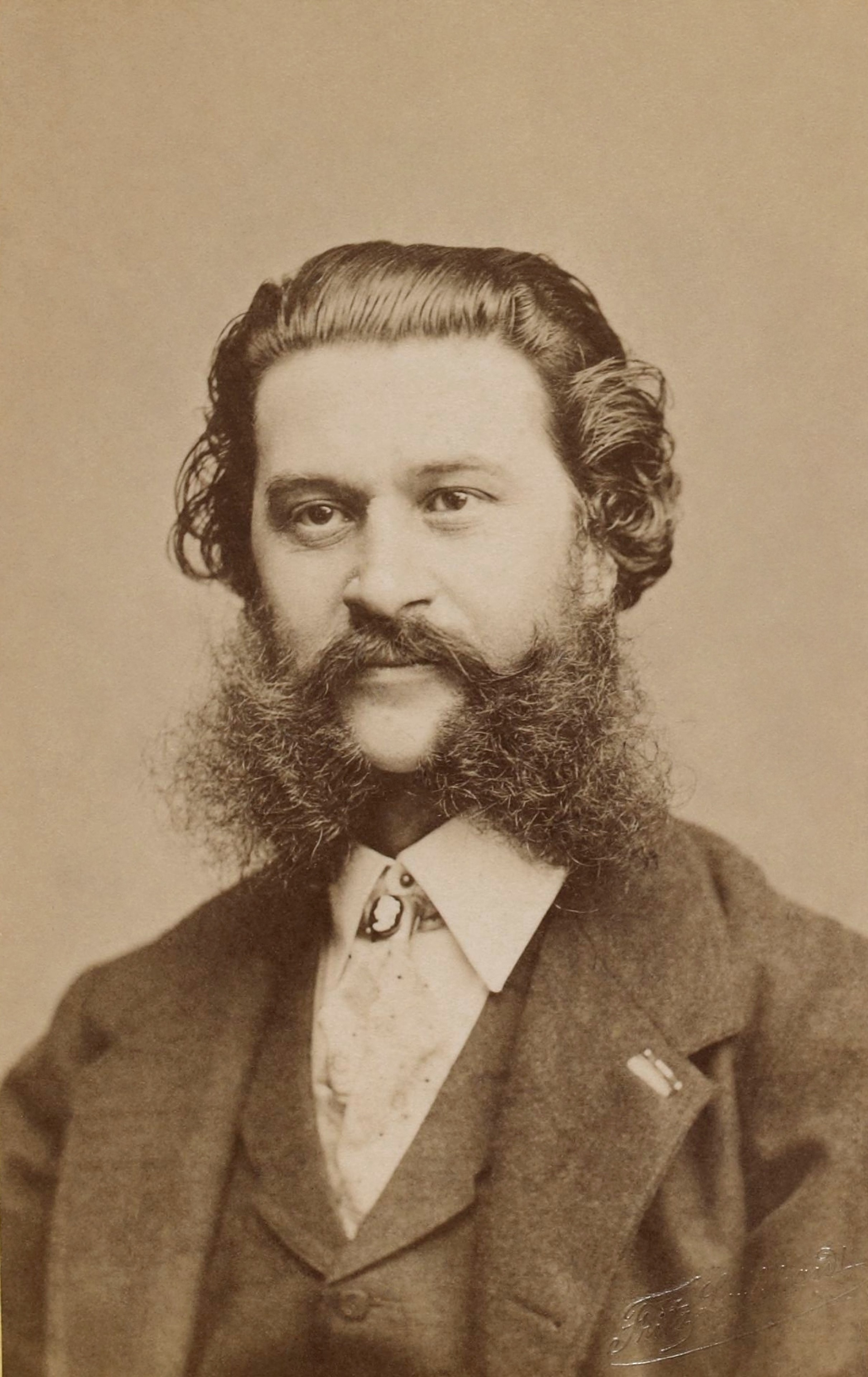
1867: Johann Strauss (Sohn)

- 1867: Im Cortischen Kaffeehaus des Wiener Volksgartens dirigiert Johann Strauss (Sohn) die erste rein instrumentale Aufführung des Walzers An der schönen blauen Donau.
- 1875: Die Oper Die Königin von Saba von Karl Goldmark feiert bei ihrer Uraufführung an der Hofoper in Wien einen großen Erfolg und wird zu einer der erfolgreichsten Opern des ausgehenden 19. Jahrhunderts.
- 1877: Die Uraufführung der Operette Nanon, die Wirthin vom Goldenen Lamm von Richard Genée erfolgt am Theater an der Wien in Wien. Das Libretto zu dem Stück aus der „goldenen Operettenära“ stammt vom Komponisten gemeinsam mit Camillo Walzel.
- 1906: Die Uraufführung der Opera buffa Don Procopio von Georges Bizet findet in Monte Carlo statt.
- 1910: Der erste in Hollywood gedrehte Film In Old California des Regisseurs D. W. Griffith wird in den Vereinigten Staaten uraufgeführt.
- 1937: Das musikalische Drama L’Aiglon von Arthur Honegger wird in Monte Carlo uraufgeführt.
- 1938: Bei den 10th Academy Awards gewinnt Frank Capras Klassiker Lost Horizon, der später einige Male für Propagandazwecke neu geschnitten wird, mehrere Oscars.
- 1956: Die Uraufführung der Komposition Oiseaux exotiques von Olivier Messiaen erfolgt in Paris.
- 1963: Die Uraufführung der Oper Il Re cervo oder Die Irrfahrten der Wahrheit von Hans Werner Henze erfolgt in Kassel.
- 1967: Mit Arnold Layne wird die erste Single der britischen Band Pink Floyd veröffentlicht.

### Gesellschaft
- 1526: Karl V. heiratet in Sevilla Isabella von Portugal, die Schwester des portugiesischen Königs Johann III.

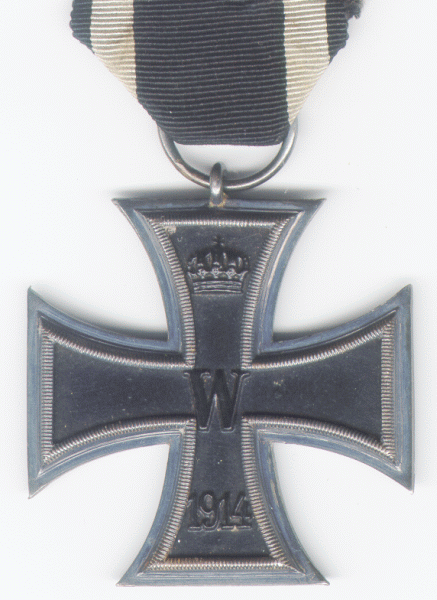
Seit 1813: Eisernes Kreuz

- 1813: König Friedrich Wilhelm III. von Preußen stiftet den Orden des Eisernen Kreuzes. Er wird als Kriegsauszeichnung für besondere Taten während der Befreiungskriege gegen Frankreich eingeführt.

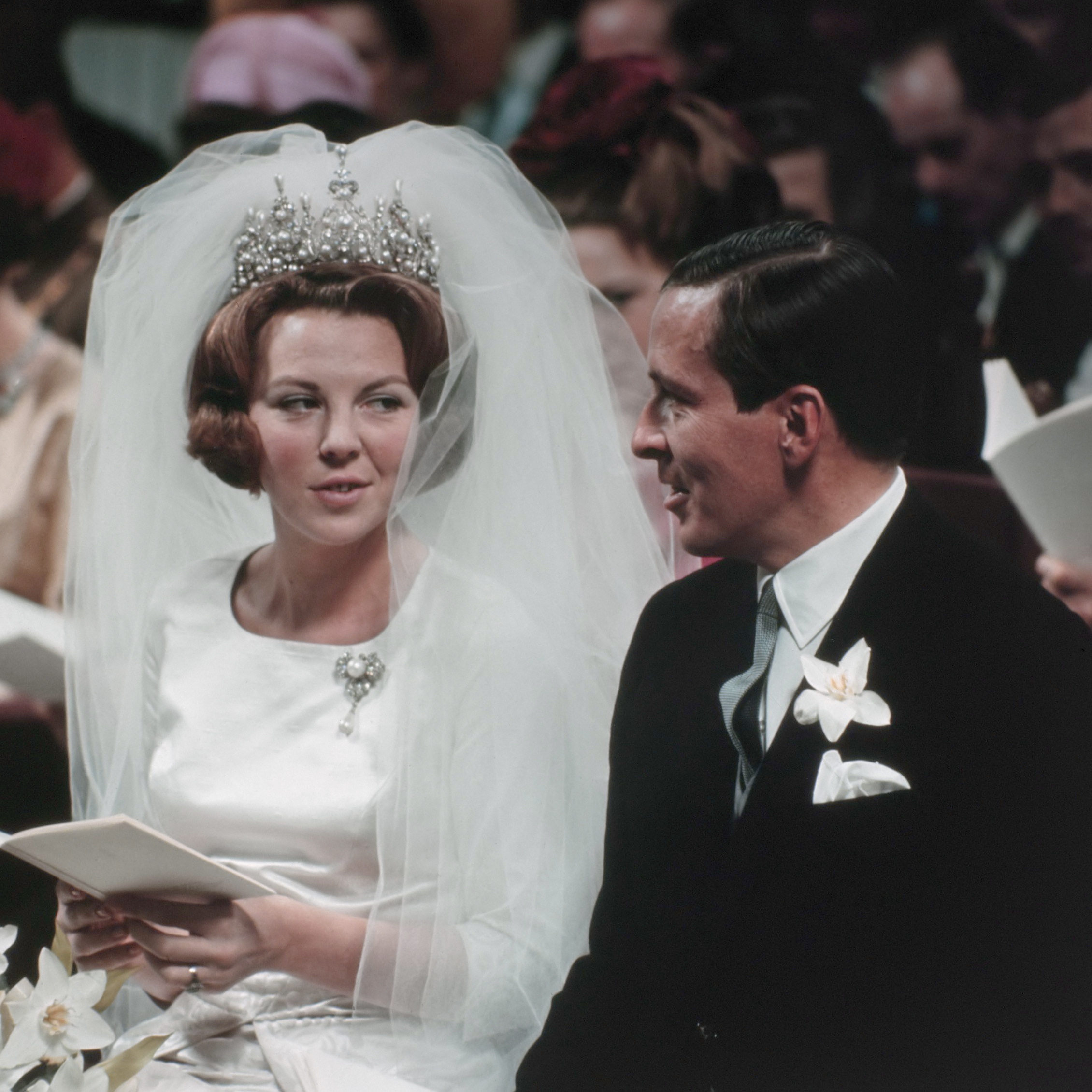
1966: Beatrix und Claus

- 1966: In Amsterdam werden die Kronprinzessin Beatrix der Niederlande und Claus von Amsberg getraut.

### Religion

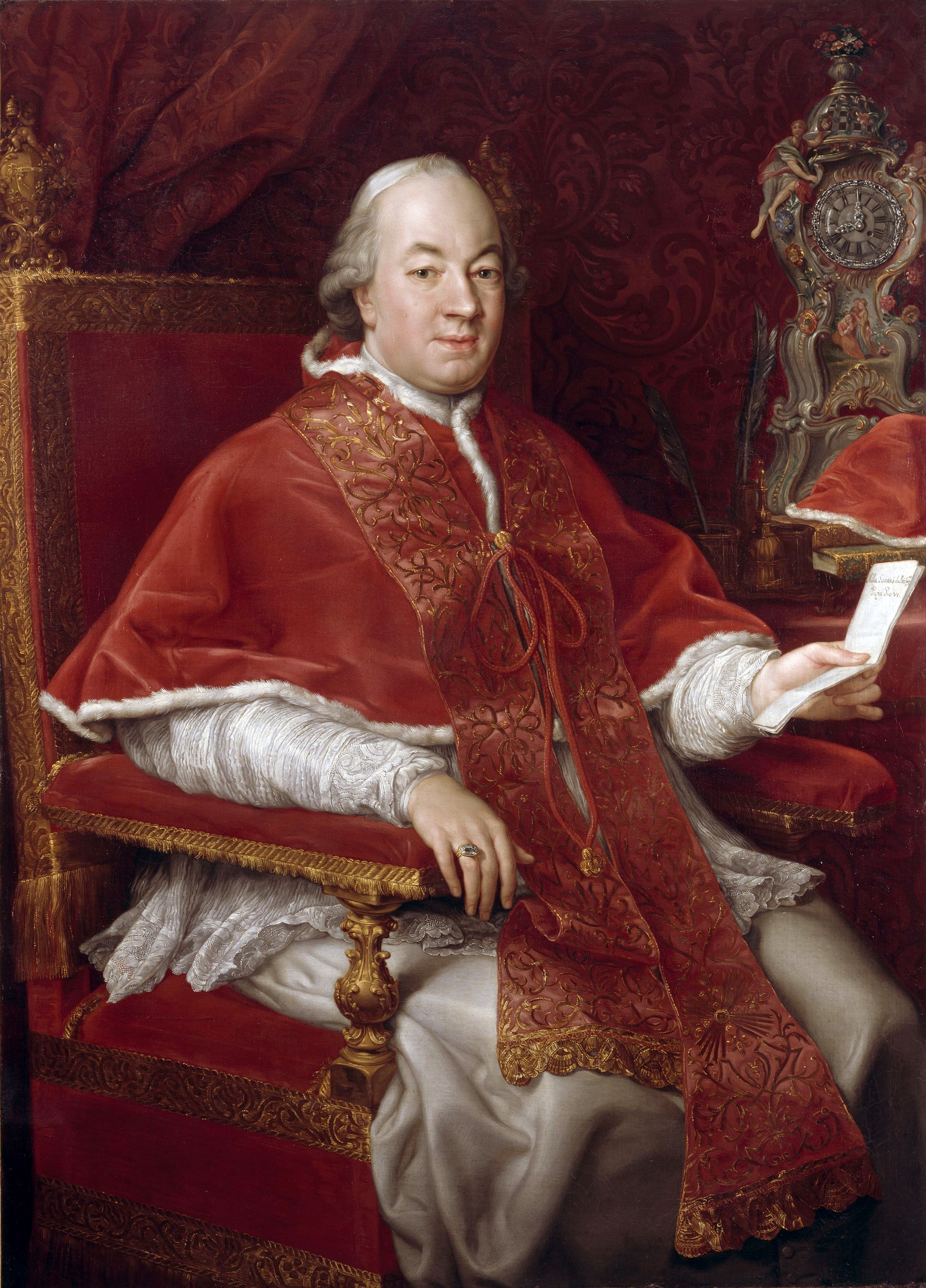
1791: Pius VI.

- 1528: Der reformatorische Theologe und Täufer Balthasar Hubmaier wird in Wien auf dem Scheiterhaufen verbrannt, weil er seinem Glauben nicht abschwören will.
- 1546: Das Regensburger Religionsgespräch, das am 27. Januar begonnen hat, endet erwartungsgemäß ohne Ergebnis. Es ist von Kaiser Karl V. nur einberufen worden, um seine Kriegsvorbereitungen gegen den Schmalkaldischen Bund zu verschleiern, und durch den Tod Martin Luthers am 18. Februar hat die Reformation ihren geistigen Führer verloren.

- 1791: Papst Pius VI. verurteilt die in Frankreich eingeführte Zivilverfassung, in der am 12. Juli 1790 während der Französischen Revolution neue Diözesen gebildet wurden, die Geistlichen zu Beamten des Staates gemacht und ferner zur Eidesleistung auf die Verfassung verpflichtet worden sind. Gleichzeitig kritisiert er die Erklärung der Menschen- und Bürgerrechte aus dem Jahr 1789.
- 1948: Die Arbeitsgemeinschaft Christlicher Kirchen in Deutschland (ACK) wird als Nationaler Kirchenrat gegründet, um die Kirchen Deutschlands im Ökumenischen Rat der Kirchen bei seiner Gründungsversammlung 1948 in Amsterdam zu vertreten.
- 1987: Der Vatikan verurteilt künstliche Befruchtung und Leihmutterschaft.

### Katastrophen

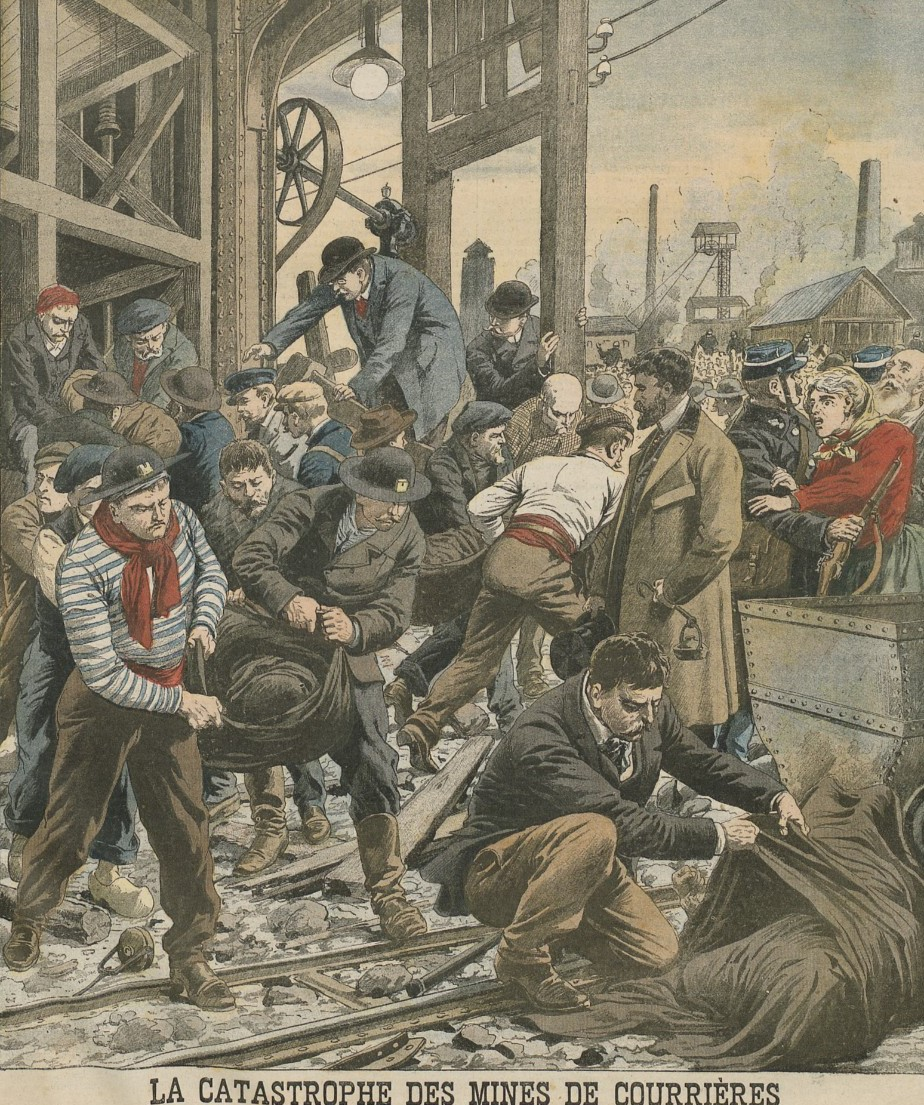
1906: Bergung der Opfer

- 1906: Eine Explosion unter Tage löst das Grubenunglück von Courrières aus, dem 1.099 Bergleute zum Opfer fallen. Es handelt sich um das schlimmste Grubenunglück in der Geschichte Europas.
- 1987: Ein Erdbeben der Stärke 7,0 in Kolumbien und Ecuador fordert über 1.000 Tote.
- 2019: Eine Boeing 737 Max 8 der Ethiopian-Airlines auf dem Flug ETH 302 stürzt auf dem Weg von Addis Abeba nach Nairobi kurz nach dem Start ab; alle 157 Insassen kommen ums Leben.

Kleinere Unglücksfälle sind in den Unterartikeln von Katastrophe und in der Liste von Katastrophen aufgeführt.

### Sport

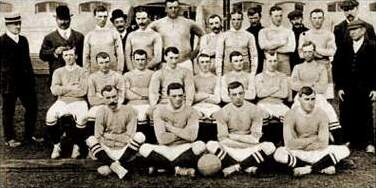
1905: FC Chelsea

- 1905: Im Londoner Stadtteil Fulham wird der englische Fußballverein FC Chelsea gegründet.
- 1923: Der spanische Fußballverein FC Villarreal wird ins Leben gerufen.
- 1925: Durch die Vereinigung der beiden Sportvereine Piräus Sport und Fußballverein und Fußball Fan Club von Piräus wird der Sportclub Olympiakos SFP gegründet.
- 1985: Die Eiskunstläuferin Katarina Witt aus der DDR verteidigt ihren Weltmeistertitel aus dem Vorjahr bei den Eiskunstlauf-Weltmeisterschaften in Tokio.
- 1998: Auf einer Pressekonferenz zwei Tage nach der 0:1-Niederlage gegen den FC Schalke 04 beendet Giovanni Trapattoni, Trainer des FC Bayern München, einen emotionsgeladenen Kommentar zur Leistung seiner Mannschaft mit dem berühmten Satz Ich habe fertig.
- 2006: In Turin werden die IX. Winter-Paralympics eröffnet, die bis zum 19. März dauern werden.

Einträge von Leichtathletik-Weltrekorden befinden sich unter der jeweiligen Disziplin unter Leichtathletik.

## Geboren

### Vor dem 18. Jahrhundert

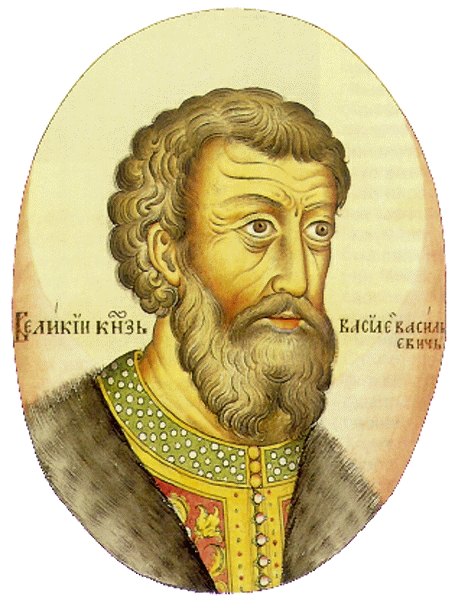
Wassili II. (* 1415)

- 1415: Wassili II., russischer Großfürst von Moskau
- 1430: Oliviero Carafa, Erzbischof von Neapel

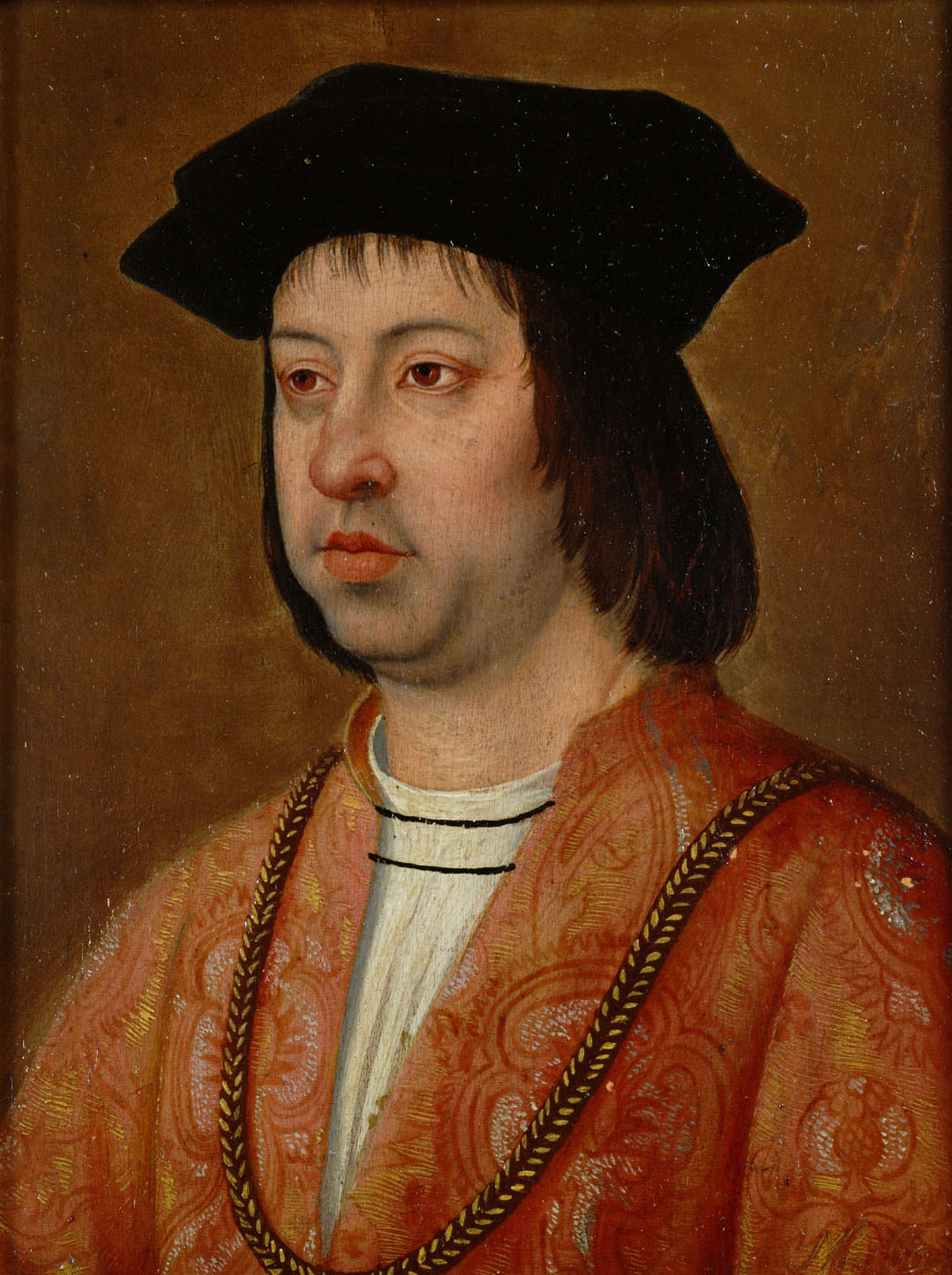
Ferdinand II. von Aragón (* 1452)

- 1452: Ferdinand II., König von Kastilien und Aragonien
- 1485: Sophie von Brandenburg-Ansbach-Kulmbach, Herzogin von Liegnitz
- 1503: Ferdinand I., römisch-deutscher Kaiser
- 1505: Johannes Scheyring, Bürgermeister von Magdeburg und Kanzler des Herzogs von Mecklenburg
- 1515: Injong, König der Joseon-Dynastie in Korea
- 1527: Alfonso d’Este di Montecchio, Markgraf von Montecchio
- 1528: Mitsuhide Akechi, japanischer General
- 1533: Francesco III. Gonzaga, ältester Sohn des Herzogs Federico II.
- 1535: Wilhelm von Rosenberg, Oberstlandeskämmerer und Oberster Burggraf von Böhmen
- 1538: Gregor Bersman, deutscher Philologe und lateinischer Dichter
- 1538: Thomas Howard, 4. Duke of Norfolk, englischer Adeliger
- 1572: Tommaso Caracciolo, italienischer Truppenführer
- 1604: Johann Rudolph Glauber, deutscher Apotheker und Chemiker
- 1610: Hans Jakob von Koseritz, Mitglied der Fruchtbringenden Gesellschaft
- 1622: Johann Heinrich Rahn, Schweizer Mathematiker
- 1628: Marcello Malpighi, italienischer Anatom
- 1656: Giacomo Serpotta, sizilianischer Bildhauer
- 1682: Wilhelm VIII. von Hessen-Kassel, Landgraf von Hessen-Kassel
- 1684: Christoph Starke, deutscher evangelischer Theologe
- 1684: Adam Otto von Viereck, preußischer Staatsminister und Geheimer Etatsrat
- 1696: Ernst Christoph Arnoldi, deutscher Rechtswissenschaftler

### 18. Jahrhundert
- 1709: Georg Wilhelm Steller, deutscher Arzt und Naturwissenschaftler
- 1734: Asada Gōryū, japanischer Astronom und Anatom
- 1748: John Playfair, schottischer Mathematiker und Geologe
- 1749: Lorenzo Da Ponte, italienischer Librettist
- 1762: Jeremias Benjamin Richter, deutscher Chemiker
- 1763: Johann Christoph Arnold, sächsischer Verleger, Buchhändler und Kommunalpolitiker
- 1767: Johann Stieglitz, deutscher Arzt
- 1768: Karl Friedrich Gerhard Gruner, deutscher Kaufmann und Politiker, MdL
- 1771: Friedrich Creuzer, deutscher Philologe
- 1772: Friedrich Schlegel, deutscher Kulturphilosoph, Philosoph, Schriftsteller, Kritiker, Literaturhistoriker und Übersetzer
- 1776: Luise von Mecklenburg-Strelitz, Königin von Preußen
- 1777: Johann Baptist Moralt, deutscher Musiker und Komponist

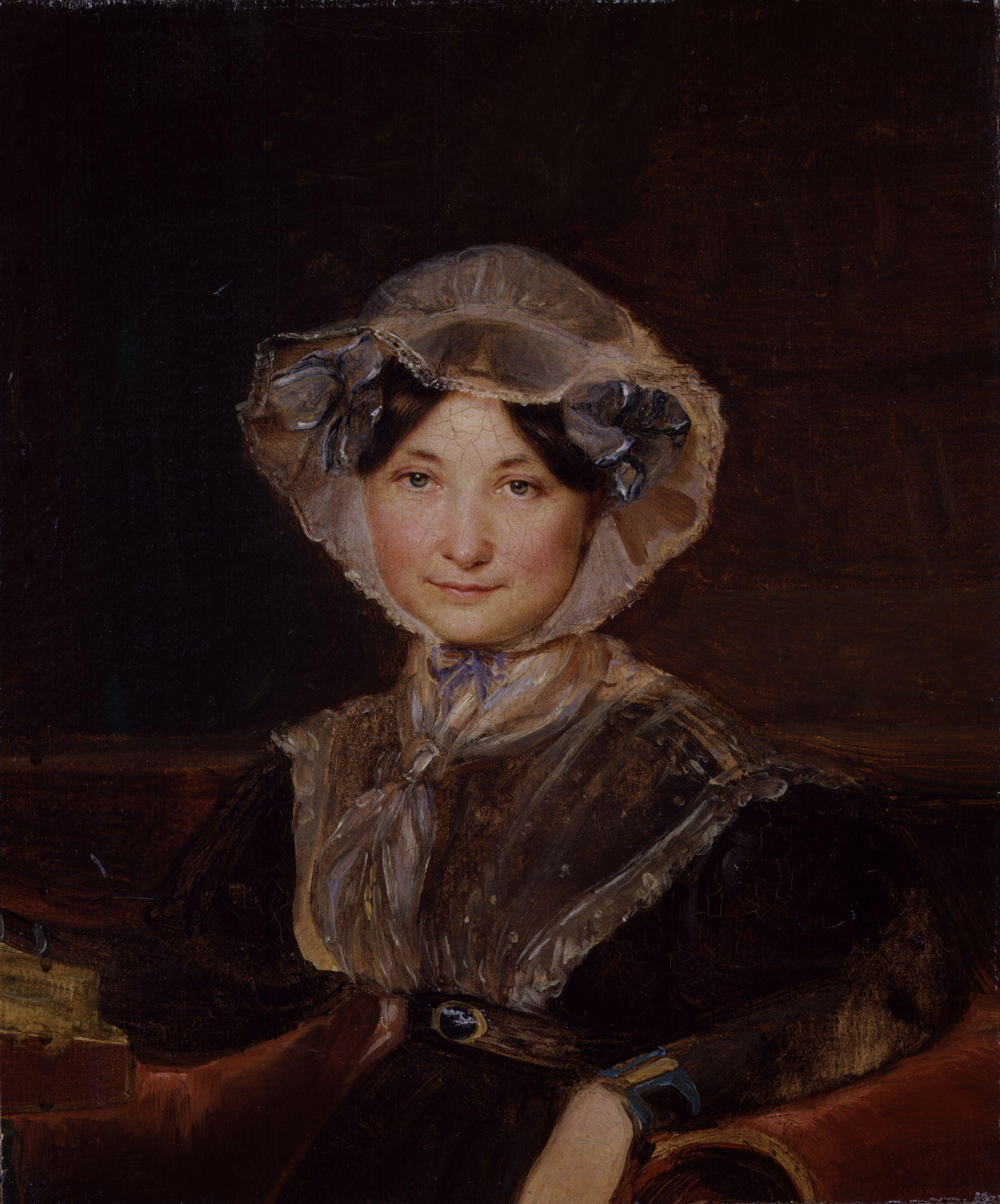
Frances Trollope (* 1779)

- 1779: Frances Trollope, britische Schriftstellerin
- 1780: Eberhard Gottlieb Graff, deutscher Sprachforscher
- 1780: Juan José Landaeta, venezolanischer Komponist
- 1783: Gottlieb Keim, deutscher Anwalt und Politiker, Mitglied der Frankfurter Nationalversammlung
- 1787: William Etty, britischer Maler
- 1787: Francisco Martínez de la Rosa, spanischer Dichter, Dramenautor, Diplomat und Politiker, Parlaments- und Ministerpräsident
- 1788: Edward Hodges Baily, englischer Bildhauer

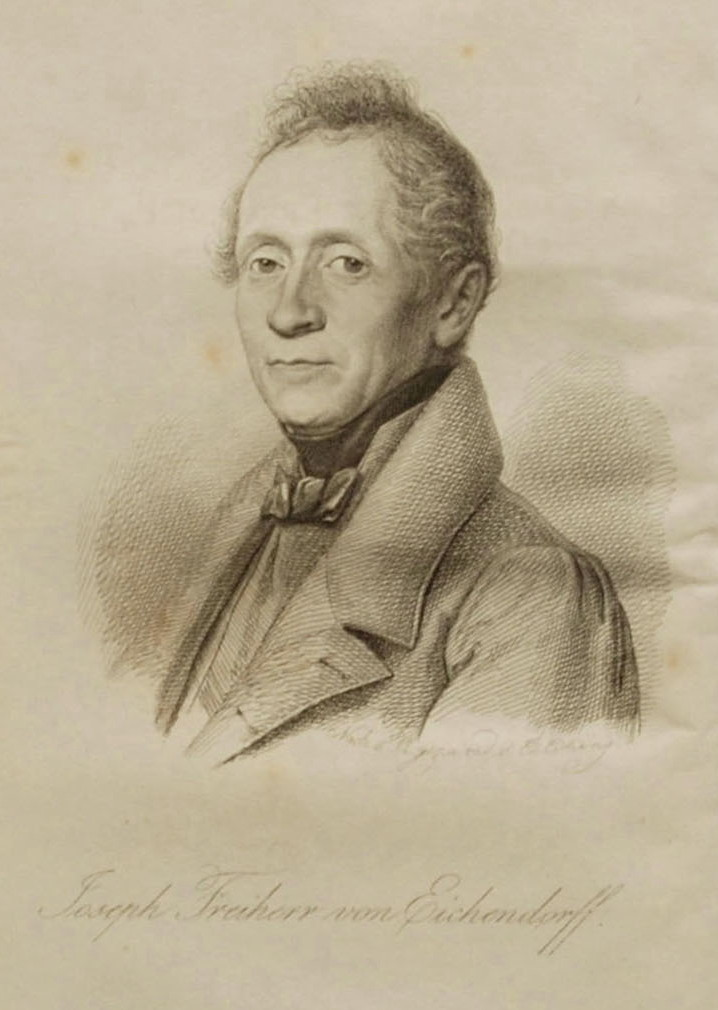
Joseph von Eichendorff (* 1788)

- 1788: Joseph von Eichendorff, deutscher Schriftsteller
- 1789: Manuel de la Peña y Peña, mexikanischer Jurist und Politiker, Minister, Staatspräsident
- 1792: Friedrich Lindemann, deutscher Pädagoge und Altphilologe
- 1793: Charlotte Grimm, Schwester der Brüder Grimm
- 1794: Henriette d’Angeville, französische Bergsteigerin
- 1794: Francisco de Paula de Borbón, Infant von Spanien
- 1794: Philipp Draexler von Carin, österreichischer Hofbeamter, Dichter und Kunstsammler
- 1795: Johann Martin Honigberger, siebenbürger Apotheker und Orientforscher
- 1797: George Julius Scrope, britischer Geologe
- 1800: Victor Aimé Huber, deutscher Sozialreformer und Literaturhistoriker

### 19. Jahrhundert
- 1804: Ida von Anhalt-Bernburg-Schaumburg-Hoym, Erbprinzessin zu Lübeck und Prinzessin zu Holstein-Oldenburg
- 1806: Eduard Friedrich Weber, deutscher Physiologe und Arzt
- 1810: Louis Gallait, belgischer Maler
- 1810: Chajim Slonimski, polnischer hebräischer wissenschaftlicher Schriftsteller und Journalist
- 1812: Jean-Baptiste Farochon, französischer Medailleur und Bildhauer
- 1817: Karl Friedrich Ferdinand Lachmann, deutscher Pädagoge

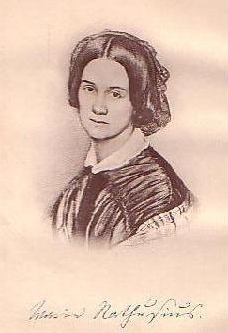
Marie Nathusius (* 1817)

- 1817: Marie Nathusius, deutsche Erzählerin und Liederkomponistin
- 1828: Franziska von Fritsch, deutsche Schriftstellerin
- 1831: Robert Lowry, US-amerikanischer Politiker, Gouverneur von Mississippi

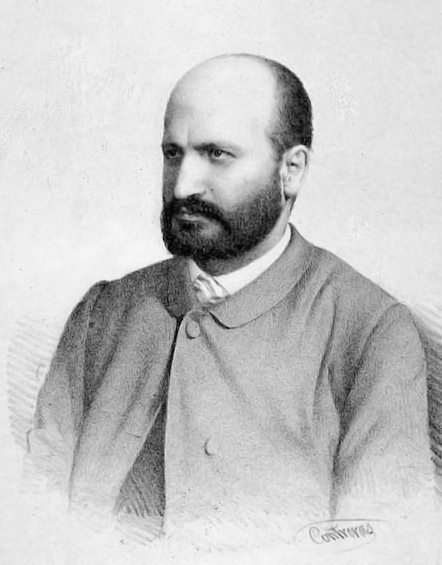
Pedro Antonio de Alarcón (* 1833)

- 1833: Pedro Antonio de Alarcón, spanischer Schriftsteller
- 1834: Emilie Rettich, österreichische Sängerin (Koloratursopran) und Schauspielerin
- 1839: Joaquin Miller, US-amerikanischer Schriftsteller
- 1839: Heinrich Roller, deutscher Stenograph
- 1841: Ina Coolbrith, US-amerikanische Dichterin
- 1844: Pablo de Sarasate, spanischer Geiger und Komponist
- 1845: Alexander III., Zar von Russland
- 1846: Alfred Philippe Roll, französischer Maler
- 1850: Spencer Gore, britischer Tennis- und englischer Cricketspieler
- 1852: Richard Anschütz, deutscher Chemiker
- 1853: Higaonna Kanryō, japanischer Karateka
- 1854: Arnošt Muka, sorbischer Schriftsteller, Volkskundler und Kulturorganisator
- 1854: Joseph Maria Stowasser, österreichischer Altphilologe
- 1857: Christian Berrenrath, deutscher Theologe, Offizial im Erzbistum Köln
- 1861: Hans Bernard, österreichischer Bildhauer
- 1861: E. Pauline Johnson, kanadische Lyrikerin und Schriftstellerin
- 1863: Sigismund Rahmer, deutscher Arzt, Schriftsteller und Herausgeber
- 1864: Rudolf Heberdey, österreichischer Archäologe
- 1865: Hans Gruner, deutscher Naturwissenschaftler, Afrikaforscher und Kolonialbeamter in Togo
- 1865: Tan Sitong, chinesischer Politiker, Denker und Reformer
- 1867: Hector Guimard, französischer Architekt
- 1870: Eugène Michel Antoniadi, griechischer Astronom
- 1872: Christo Matow, bulgarisch-makedonischer Revolutionär
- 1872: Camillo Schumann, deutscher Komponist
- 1872: Aron Alexandrowitsch Solz, russischer Jurist und Revolutionär
- 1872: Elizabeth Stephansen, norwegische Mathematikerin
- 1873: Jakob Wassermann, deutscher Schriftsteller
- 1875: Alexander Borissowitsch Goldenweiser, russischer Komponist und Pianist
- 1876ː Anna Hyatt Huntington, US-amerikanische Bildhauerin
- 1877: Pascual Ortiz Rubio, mexikanischer Offizier und Politiker, Armeeoberbefehlshaber, Minister, Staatspräsident

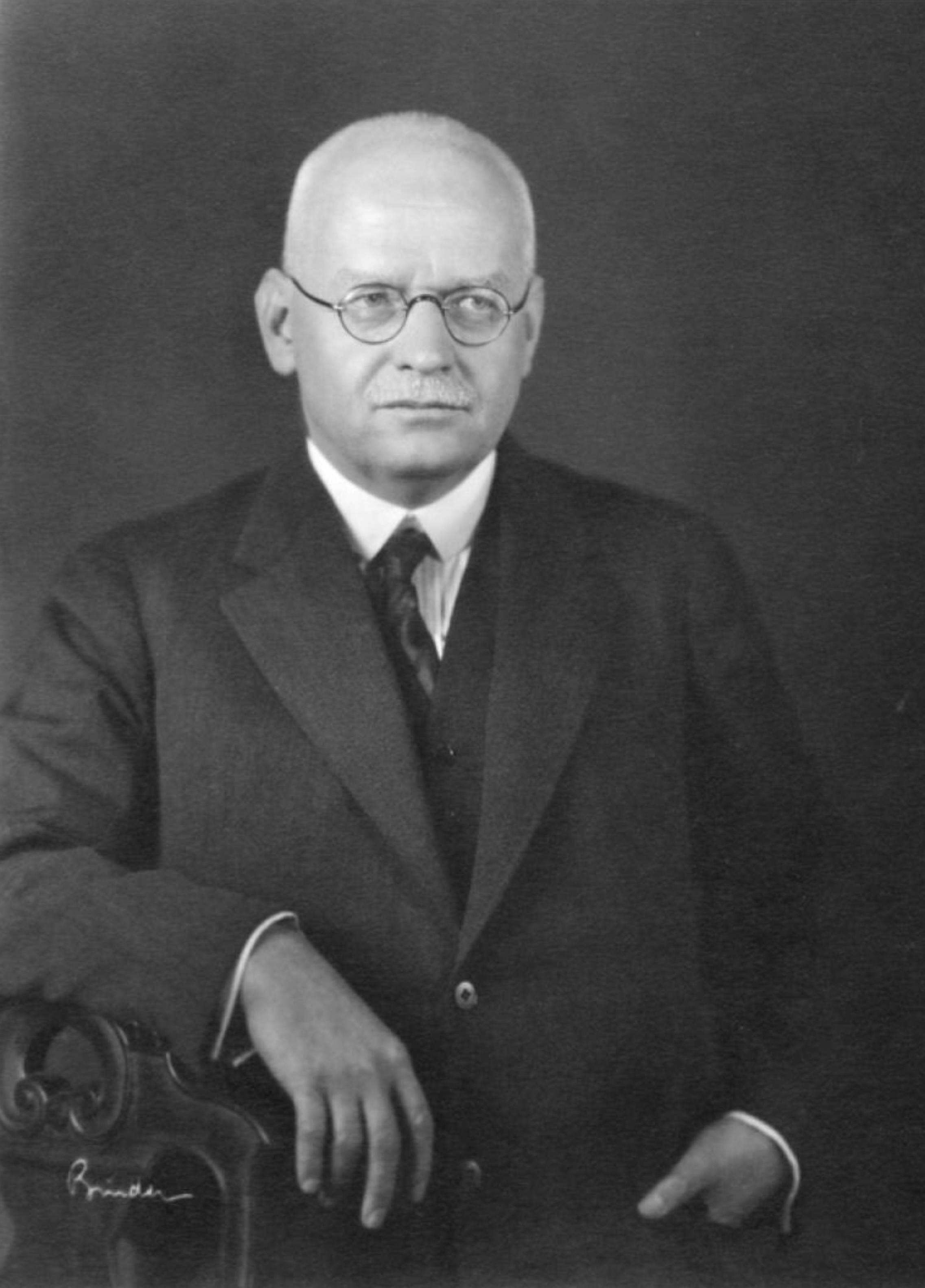
Hans Luther (* 1879)

- 1879: Hans Luther, deutscher Politiker und Finanzfachmann, Oberbürgermeister von Essen, Reichsminister, Reichskanzler, Reichsbankpräsident, Botschafter in den USA
- 1880: Karl Erich Andrée, deutscher Geologe und Paläontologe
- 1881: Rosa Anderson, deutsche Schriftstellerin
- 1882: Hans Steinhoff, deutscher Filmregisseur
- 1884: Stuart Holmes, US-amerikanischer Schauspieler
- 1884: Franz Kuhn, deutscher Jurist, Sinologe und literarischer Übersetzer
- 1885: Pierre-Jules Boulanger, französischer Manager
- 1885: Jēkabs Mediņš, lettischer Komponist
- 1886: Karl Bröger, deutscher Arbeiter- und Heimatdichter
- 1886: Paul Hans Jaeger, deutscher Politiker, MdB
- 1886: Eugen Klöpfer, deutscher Schauspieler
- 1887: Nils Andersson, schwedischer Fußballspieler
- 1891: Janette Dunlop, schottische Physikerin
- 1892: Karl Arndt, deutscher Offizier

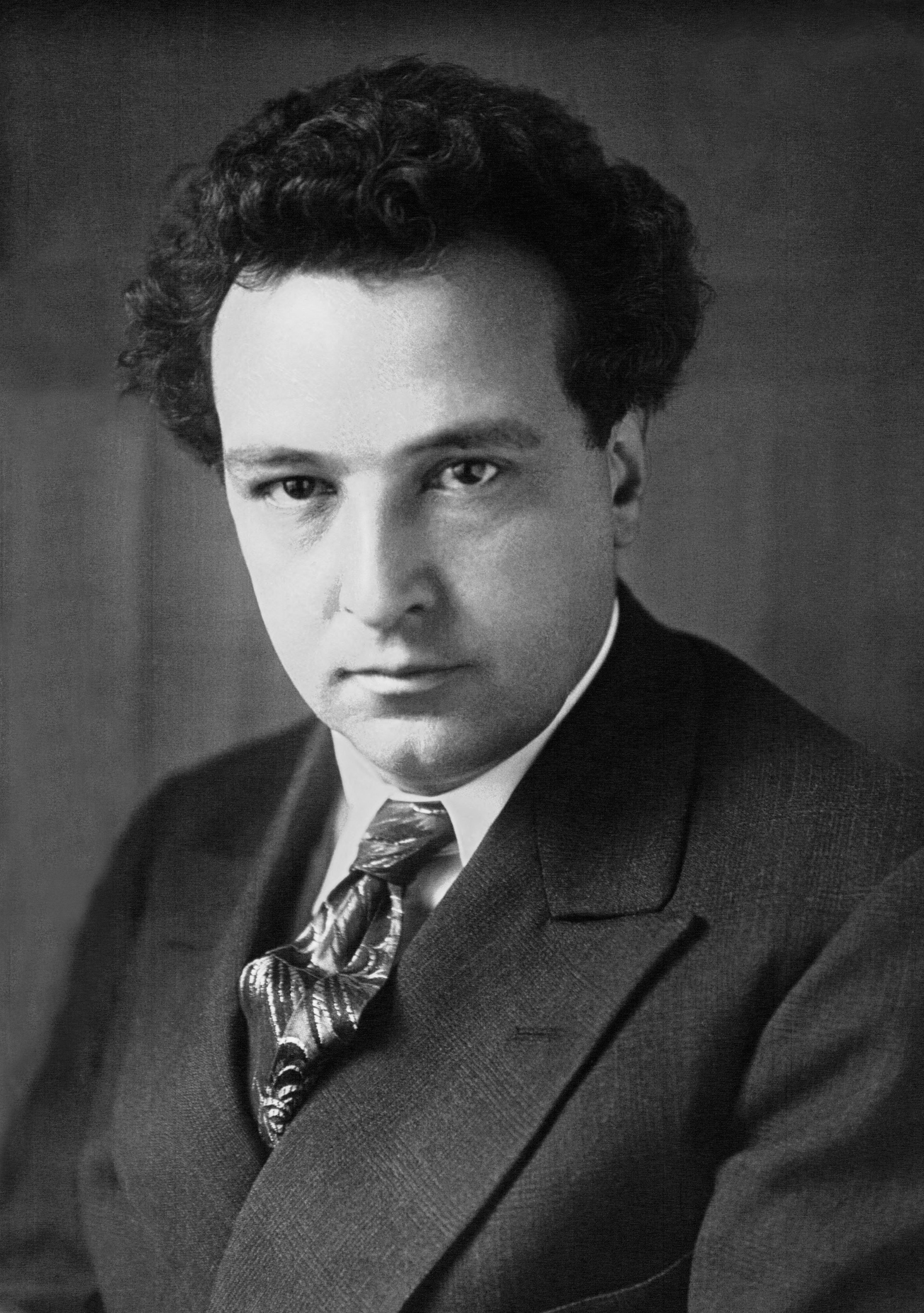
Arthur Honegger (* 1892)

- 1892: Arthur Honegger, französisch-schweizerischer Komponist
- 1892: Gregory La Cava, US-amerikanischer Filmregisseur und Cartoonist
- 1893: Ilse Peters, deutsche evangelische Religionspädagogin

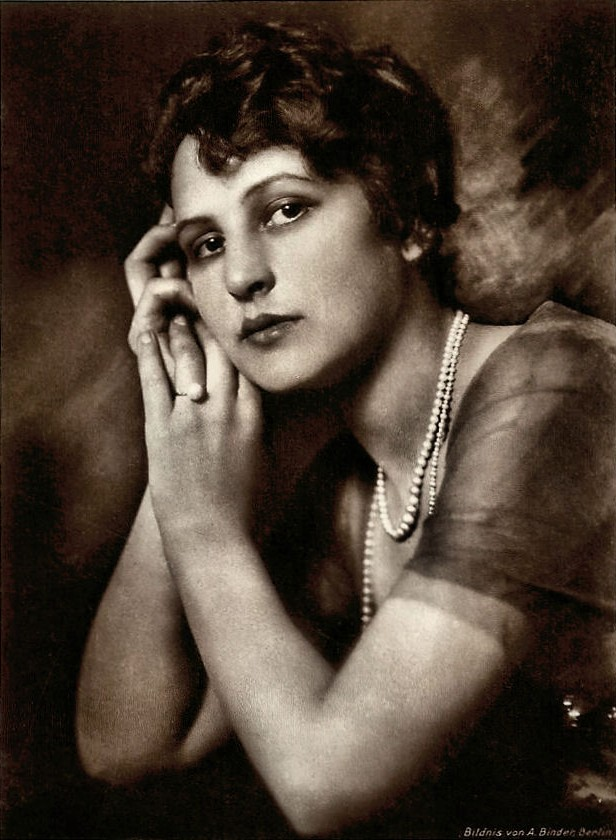
Dagny Servaes (* 1894)

- 1894: Dagny Servaes, deutsch-österreichische Schauspielerin
- 1895: Fritz Koelle, deutscher Bildhauer
- 1895: Maria Pastori, italienische Mathematikerin und Hochschullehrerin
- 1897: Marianne Kneisel, US-amerikanische Geigerin und Musikpädagogin
- 1897: Otto Köhler, deutscher Politiker, MdB
- 1899: Finn Høffding, dänischer Komponist und Musikpädagoge
- 1899: Grete von Zieritz, österreichisch-deutsche Komponistin und Pianistin
- 1900: Pierre Ailleret, französischer Elektroingenieur
- 1900: Violet Brown, jamaikanische Altersrekordlerin
- 1900: Clément Thibaudeau, französischer Autorennfahrer

### 20. Jahrhundert

#### 1901–1925
- 1902: Kurt Hirschfeld, deutscher Dramaturg und Regisseur

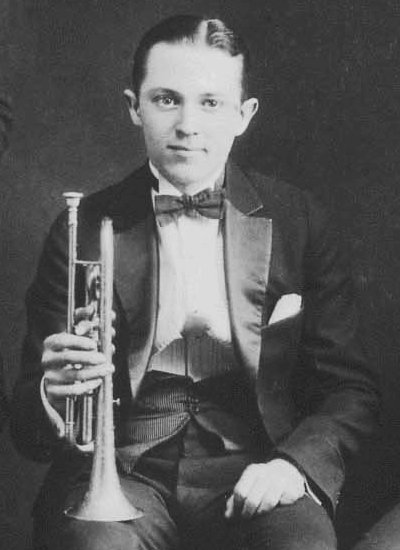
Bix Beiderbecke (* 1903)

- 1903: Bix Beiderbecke, US-amerikanischer Jazz-Musiker und Kornettist
- 1904: Hans Brehme, deutscher Komponist
- 1904: Oran Pape, US-amerikanischer American-Football-Spieler und Polizist
- 1905: Victor Anfuso, US-amerikanischer Jurist und Politiker, Mitglied des Repräsentantenhauses
- 1905: Albert LaMadeleine, kanadischer Fiddlespieler
- 1906: Friedrich Wilhelm Otto Schlißke, deutscher Geistlicher
- 1907: Betty Amann, deutsch-US-amerikanische Schauspielerin
- 1907: Toni Frissell, US-amerikanische Fotografin
- 1907: Rudolf Sühnel, deutscher Philologe und Professor
- 1908: Josef Jakowlewitsch Kotin, russischer Panzerkonstrukteur
- 1909: LeRoy Collins, US-amerikanischer Politiker, Gouverneur von Florida
- 1909: Gerhard Hermes, deutscher Pallottinerpater, Schriftleiter und Autor
- 1909: Willy Hüttenrauch, deutscher Politiker und Diplomat, Landesminister, Staatssekretär und Botschafter der DDR
- 1910: Klaus Oswatitsch, österreichischer Physiker
- 1911: Marita Camacho Quirós, ehemalige First Lady Costa Ricas und Supercentenarian
- 1911: René Carrière, französischer Autorennfahrer
- 1911: Maurice Falkner, britischer Autorennfahrer
- 1911: Marianne Hütel, erzgebirgische Heimatdichterin und Mundartsprecherin
- 1911: Olof Lagercrantz, schwedischer Schriftsteller, Publizist und Kritiker
- 1911: Edward Norris, US-amerikanischer Filmschauspieler

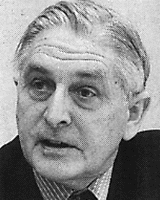
Ernst Brugger (* 1914)

- 1914: Ernst Brugger, Schweizer Politiker, Bundesrat, Bundespräsident
- 1914: Manolo Monterrey, venezolanischer Sänger und Komponist
- 1914: Walter Roos, deutscher General
- 1916: Jan Håkan Åberg, schwedischer Organist, Kirchenmusiker und Komponist
- 1916: Hans Drachsler, deutscher Politiker, MdB
- 1918: Friedrich Pries, deutscher Fußballspieler
- 1918: Günther Rall, deutscher Luftwaffenoffizier, Jagdflieger im Zweiten Weltkrieg, Inspekteur der Luftwaffe
- 1919: Bulldog Turner, US-amerikanischer American-Football-Spieler und -Trainer
- 1920: Boris Vian, französischer Schriftsteller, Jazztrompeter und Schauspieler
- 1920: Julio Bolbochán, argentinischer Schachspieler
- 1921: Otto Heinrich Kühner, deutscher Schriftsteller
- 1921: Johannes Magerstädt, deutscher Brigadegeneral des Heeres und Unterabteilungsleiter im Bundesnachrichtendienst
- 1921: Ruth Reese, US-amerikanisch-norwegische Sängerin und Schriftstellerin
- 1922: Anneliese Schuh-Proxauf, österreichische Skirennläuferin, Tennisspielerin, Segelfliegerin und Unternehmerin
- 1923: Hedy Schlunegger, Schweizer Skirennläuferin
- 1923: Don Abney, US-amerikanischer Jazzpianist
- 1923: Val Fitch, US-amerikanischer Physiker, Nobelpreisträger
- 1923: Zdenka Bergrová, tschechische Dichterin und Übersetzerin
- 1923: Vladimír Šrámek, slowakischer Komponist
- 1924: Annemarie Gottfried-Frost, deutsche Künstlerin
- 1924: Angela Morley, britische Komponistin und Dirigentin
- 1925: Manolis Anagnostakis, griechischer Autor

#### 1926–1950
- 1926: Peter Boerner, deutsch-amerikanischer Literaturwissenschaftler und Goetheforscher
- 1926: Roland Charrière, französischer Autorennfahrer
- 1926: Alexander Sazepin, russischer Komponist

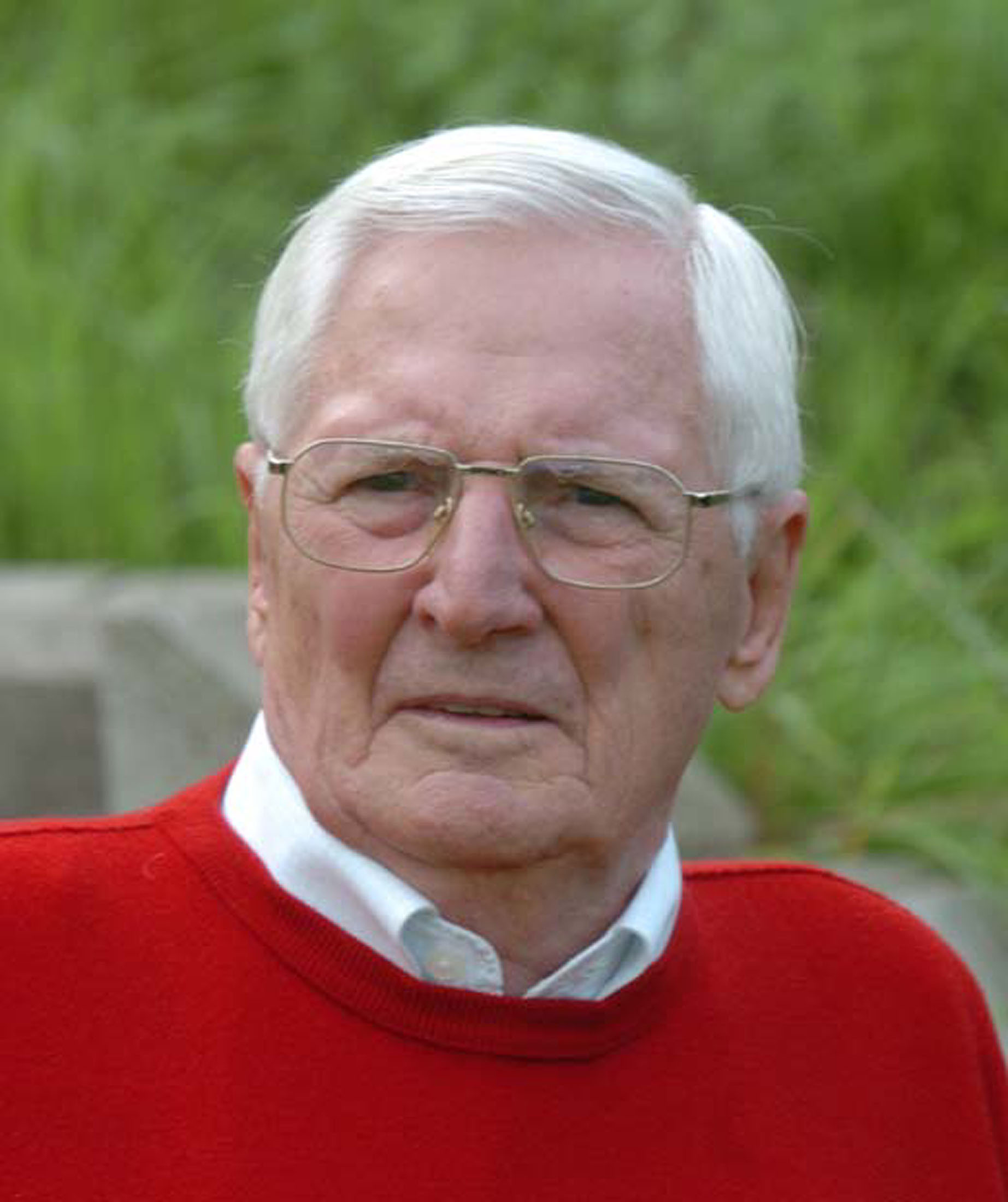
Jupp Derwall (* 1927)

- 1927: Jupp Derwall, deutscher Fußballspieler und -trainer
- 1927: Paul Frantz, französischer Fußballspieler, -trainer und -funktionär sowie Sportpädagoge
- 1927: Barbara Sinatra, US-amerikanisches Model und Showgirl
- 1927: Paul Wunderlich, deutscher Maler und Grafiker
- 1928: Hans Heinrich Angermüller, deutscher Politikwissenschaftler
- 1928: Kiyoshi Atsumi, japanischer Schauspieler
- 1928: James Earl Ray, US-amerikanischer Attentäter
- 1929: Ursula Arnold, deutsche Fotografin
- 1929ː Alice Hirson, US-amerikanische Schauspielerin
- 1930: Michel Braun-Schlentz, luxemburgischer Sportschütze
- 1930: Fritz Schenk, deutscher Publizist und Fernsehjournalist
- 1930: Ronny, deutscher Schlagersänger, Komponist und Produzent
- 1931: Bernadetta Matuszczak, polnische Komponistin
- 1931: John Rechy, US-amerikanischer Schriftsteller
- 1932: Josef Kupper, Schweizer Schachspieler
- 1932: Ieng Thirith, kambodschanische Ministerin zur Zeit der Roten Khmer
- 1933ː Evelyn Lazar, deutsche Fernsehmoderatorin und Journalistin
- 1934: José Gustavo Angel Ramírez, kolumbianischer Geistlicher, Apostolischen Vikar von Mitú-Puerto Inírida
- 1934: Bernd-Reiner Voß, deutscher Altphilologe
- 1935: Manfred Germar, deutscher Leichtathlet, Olympiamedaillengewinner, Europameister
- 1936: Johanna Lüttge, deutsche Leichtathletin, Olympiamedaillengewinnerin
- 1936: Samuel Danishefsky, US-amerikanischer Chemiker
- 1936: Sepp Blatter, Schweizer Fußballfunktionär, Präsident des Weltfußballverbandes FIFA
- 1936: Karl-Bernhard Schmitz, deutscher Jurist, Richter am Bundesgerichtshof
- 1936: Alfredo Zitarrosa, uruguayischer Sänger, Dichter und Journalist
- 1937: Mikaela Drosdowskaja, sowjetische Schauspielerin und Synchronsprecherin
- 1937: Alfred Janson, norwegischer Komponist, Pianist und Akkordeonist
- 1937: María Kodama, argentinische Autorin, Übersetzerin und Literaturprofessorin
- 1937: Dieter Schneider, deutscher Lied- und Schlagertextdichter
- 1938: Carson Baird, US-amerikanischer Autorennfahrer
- 1938: Norman Blake, US-amerikanischer Musiker, Sänger und Songwriter

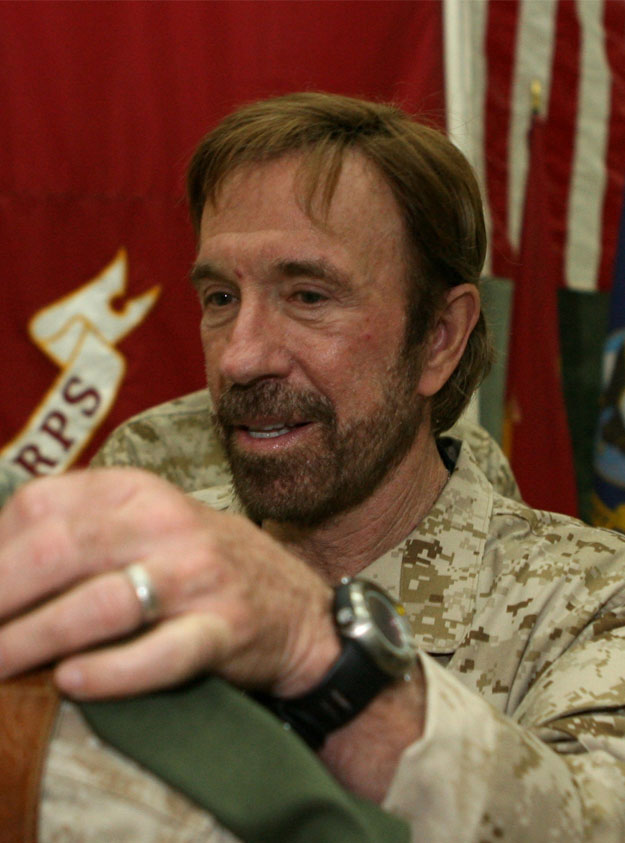
Chuck Norris (* 1940)

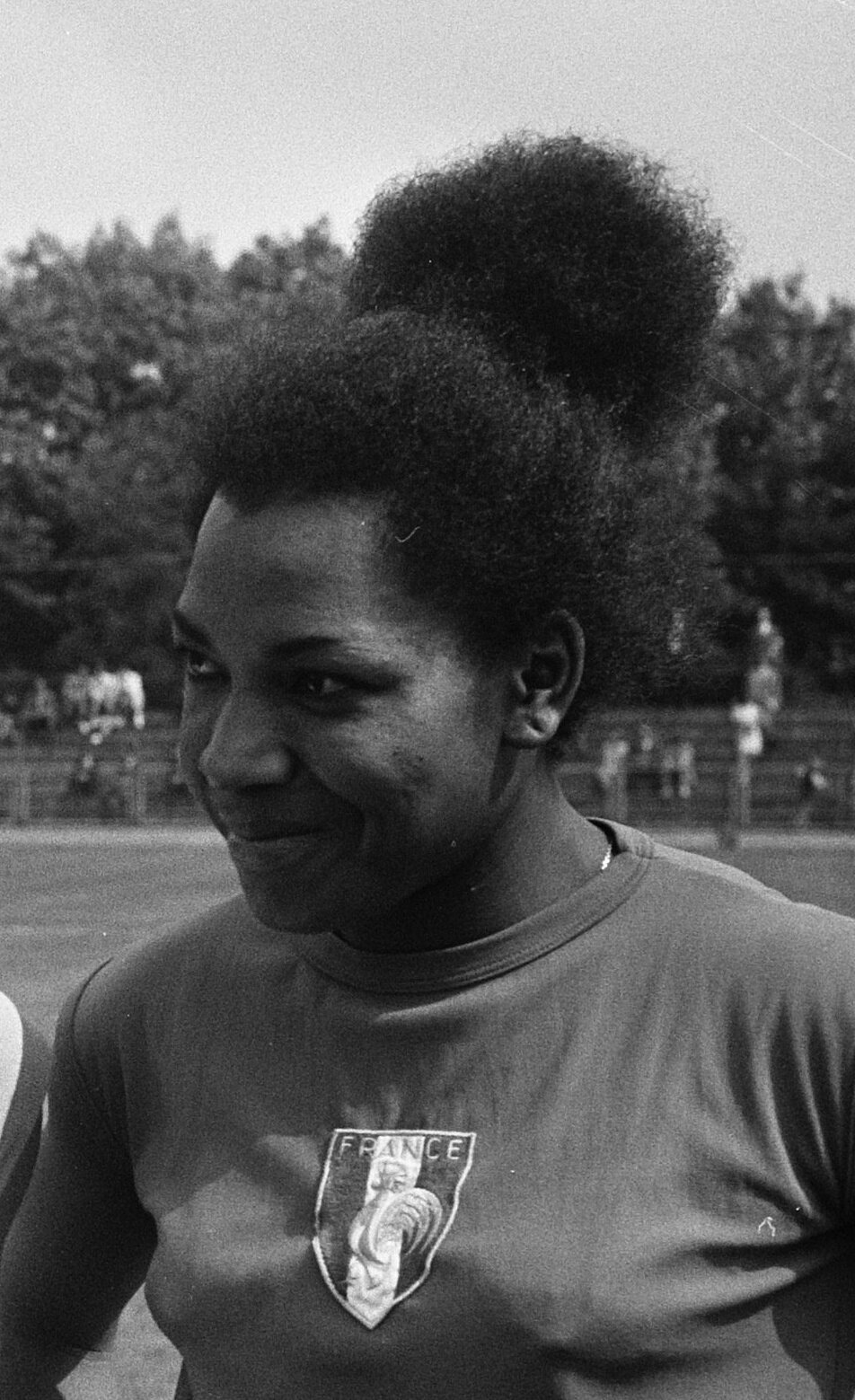
Marlène Canguio (* 1942)

- 1938: Peter Bossard, Schweizer Unternehmer und Politiker, Regierungsrat
- 1938: Ron Mix, US-amerikanischer American-Football-Spieler und Rechtsanwalt
- 1938: Lorenzo Palomo, spanischer Komponist
- 1939: Carlo Furlanis, italienischer Fußballspieler
- 1939: Irina Press, sowjetische Leichtathletin, Olympiasiegerin
- 1939: Heinz Schulthess, Schweizer Unternehmer und Autorennfahrer
- 1940: Louis Moholo, südafrikanischer Jazz-Schlagzeuger
- 1940: Chuck Norris, US-amerikanischer Kampfkünstler, Schauspieler und Buchautor
- 1940: Günter Vollmer, deutscher Chemiker und Buchautor
- 1940: Francis Schwartz, US-amerikanischer Komponist
- 1941: Péter Mansfeld, ungarischer Schüler, Justizopfer
- 1942: Bob Berry, American-Football-Spieler
- 1942: Peter Friedrich, deutscher Politiker, MdB
- 1942ː Marlène Canguio, französische Hürdenläuferin, Sprinterin und Weitspringerin
- 1942: Waltraud Kaufmann, deutsche Leichtathletin
- 1942: Erika Mottl, österreichische Schauspielerin
- 1943: Andrzej Badeński, polnischer Leichtathlet, Olympiamedaillengewinner
- 1943: Rodney Gould, britischer Motorradrennfahrer
- 1943: David Maxwell, US-amerikanischer Bluespianist
- 1943: Peter Tremayne, britischer Historiker und Krimi-Autor
- 1944: David Friedman, US-amerikanischer Jazzmusiker
- 1944: Karl Heinz Gasser, deutscher Jurist und Politiker, Landesminister
- 1944: Martin Mann, deutscher Sänger
- 1946: Curley Culp, US-amerikanischer American-Football-Spieler
- 1946: Hiroshi Fushida, japanischer Autorennfahrer
- 1946: Gianni Giudici, italienischer Automobilrennfahrer
- 1946: Robin Mitchell, fidschianischer Sportfunktionär
- 1946: Axel Theimer, US-amerikanischer Komponist, Dirigent, Chorleiter, Musikpädagoge und Sänger
- 1946: Jim Valvano, US-amerikanischer Basketballtrainer
- 1947: John ’Oke Afareha, nigerianischer Geistlicher, Bischof von Warri
- 1947: Kim Campbell, kanadische Politikerin, Diplomatin, Rechtsanwältin und Autorin, Premierministerin
- 1947: Lissette, kubanische Sängerin, Komponistin und Schauspielerin
- 1947: Tom Scholz, US-amerikanischer Rockmusiker (Boston)

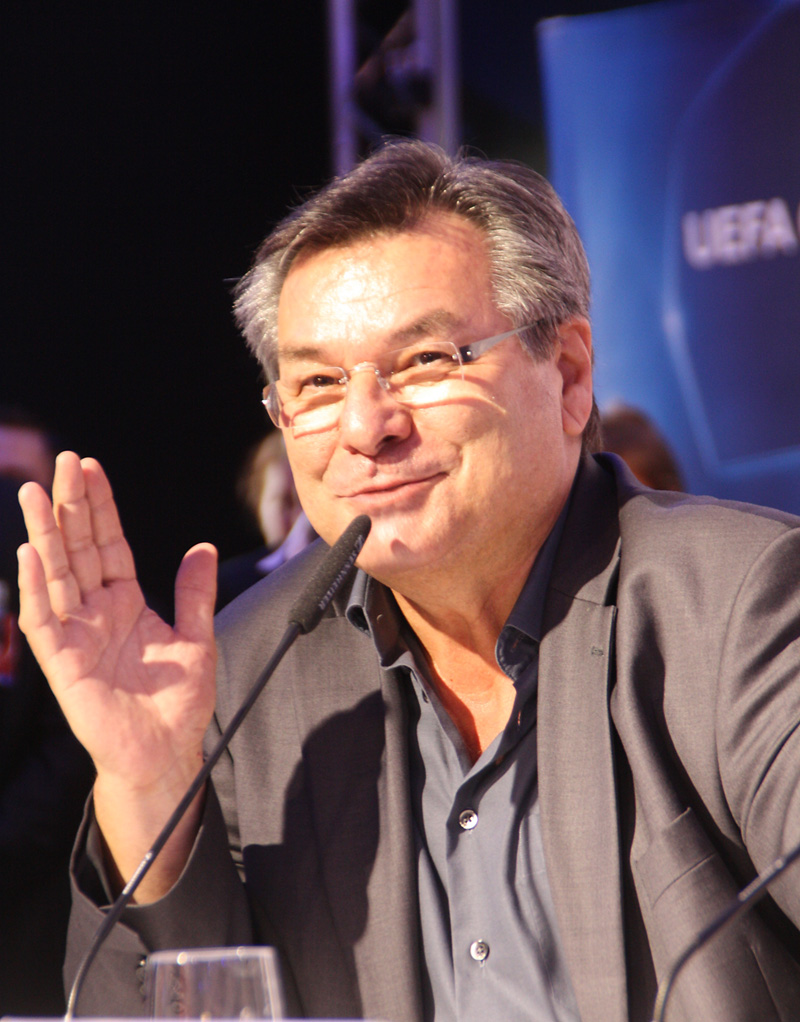
Waldemar Hartmann (* 1948)

- 1948: Waldemar Hartmann, deutscher Journalist und Moderator
- 1948: Gerhard Friedrich, deutscher Politiker, MdB
- 1949: Peter Bauer, deutscher Politiker, MdL
- 1949: Josef Langenegger, Schweizer Manager und Politiker
- 1949: Michael Udow, US-amerikanischer Perkussionist, Komponist und Musikpädagoge
- 1950: Karlheinz Klotz, deutscher Leichtathlet, Olympiamedaillengewinner
- 1950: Blanche Kommerell, deutsche Schauspielerin und Autorin
- 1950: Rubina Möhring, österreichische Publizistin
- 1950: Abdurrahman Yalçınkaya, türkischer Jurist, Generalstaatsanwalt

#### 1951–1975
- 1951: Brad Fiedel, US-amerikanischer Filmkomponist
- 1951: Conny Lens, deutscher Krimi-Schriftsteller
- 1952: Steffen Lieberwirth, deutscher Musikwissenschaftler, Dramaturg und Journalist
- 1952: Romeo Morri, san-marinesischer Politiker und Schriftsteller
- 1952: Morgan Tsvangirai, simbabwischer Politiker, Ministerpräsident
- 1953: Cho Hun-hyeon, südkoreanischer Go-Profi
- 1953: Ronnie Earl, US-amerikanischer Blues-Gitarrist

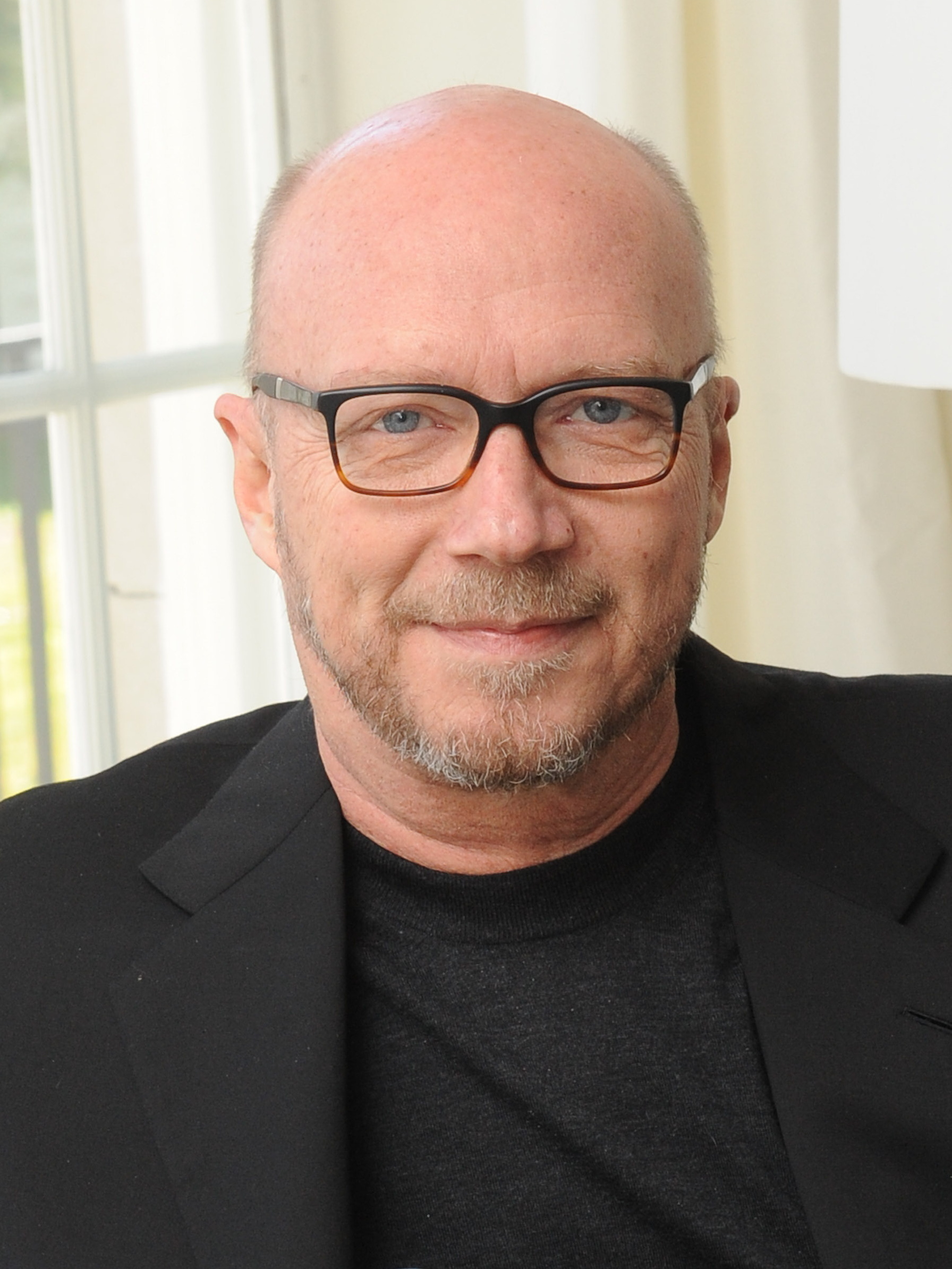
Paul Haggis (* 1953)

- 1953: Paul Haggis, kanadischer Drehbuchautor, Produzent und Regisseur
- 1953: Ute Lubosch, deutsche Schauspielerin
- 1954: Tina Charles, britische Sängerin
- 1954: Lupita D’Alessio, mexikanische Schauspielerin und Sängerin
- 1954: Luc Dardenne, belgischer Regisseur, Produzent und Drehbuchautor
- 1954: Lajos Mocsai, ungarischer Handballspieler und -trainer
- 1954: Tomiko Yoshikawa, japanische Autorennfahrerin
- 1955: Claus Fey, deutscher Handballspieler
- 1955: Josef Hollerith, deutscher Politiker, MdB
- 1955: Juliusz Machulski, polnischer Filmregisseur, Drehbuchautor und Filmproduzent
- 1955: Marianne Rosenberg, deutsche Schlagersängerin, Komponistin und Texterin
- 1955: Toshio Suzuki, japanischer Autorennfahrer
- 1956: Helmut Lang, österreichischer Modedesigner
- 1956: Larry Myricks, US-amerikanischer Leichtathlet, Olympiamedaillengewinner
- 1957: Barbara Fenner, deutsche Fernseh- und Theaterschauspielerin, Hörspielsprecherin und -autorin, Synchronsprecherin und Journalistin
- 1957: Hans-Peter Friedrich, deutscher Politiker, MdB, Bundesminister
- 1957: Ian McNuff, britischer Ruderer, Olympiamedaillengewinner
- 1957: Jürgen Stoffregen, deutscher Fußballtrainer
- 1957: Shannon Tweed, kanadische Schauspielerin und Fotomodell
- 1958: Janis Dowd, US-amerikanische Schwimmerin

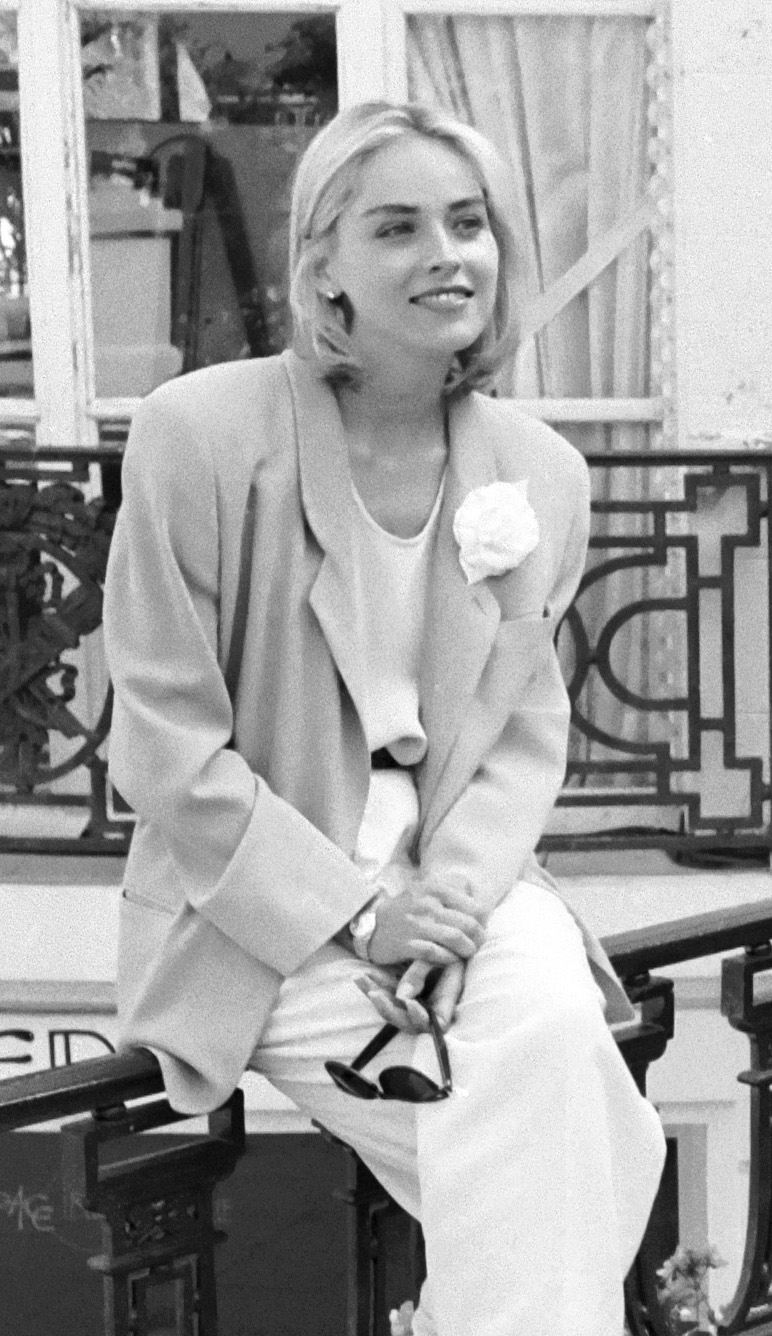
Sharon Stone (* 1958)

- 1958: Sharon Stone, US-amerikanische Filmschauspielerin und Malerin
- 1958: Marie-Agnes Strack-Zimmermann, deutsche Politikerin
- 1959: Priska Hinz, deutsche Politikerin, MdL, Landesministerin, MdB
- 1959: Hans-Jürgen Kaiser, deutscher Organist
- 1960: Uwe Fahrenkrog-Petersen, deutscher Musiker, Komponist und Musikproduzent
- 1961: Adam Abramowicz, polnischer Politiker
- 1961: Mike Bullard, kanadischer Eishockeyspieler und -trainer
- 1961: Miguel Leal, portugiesischer Springreiter
- 1962: Seiko Matsuda, japanische Singer-Songwriterin.
- 1962: Cheryl Roberts, südafrikanische Tischtennisspielerin
- 1962: Irene S., österreichische Sängerin, Schauspielerin und Kabarettistin
- 1963: Jeff Ament, US-amerikanischer Musiker
- 1964: Neneh Cherry, schwedische Sängerin, Rapperin und Produzentin
- 1964: Edward, Duke of Edinburgh, Sohn von Königin Elisabeth II.
- 1964: Toni Polster, österreichischer Fußballspieler
- 1965: Stefan Çapaliku, albanischer Schriftsteller und Literaturwissenschaftler
- 1965: Alessandro Fiorio, italienischer Rallyefahrer
- 1965: Borislaw Gidikow, bulgarischer Gewichtheber
- 1965: Simeon Pironkoff, bulgarisch-österreichischer Komponist und Dirigent
- 1966: Edie Brickell, US-amerikanische Sängerin und Liedermacherin
- 1966: Dave Krusen, US-amerikanischer Rockmusiker

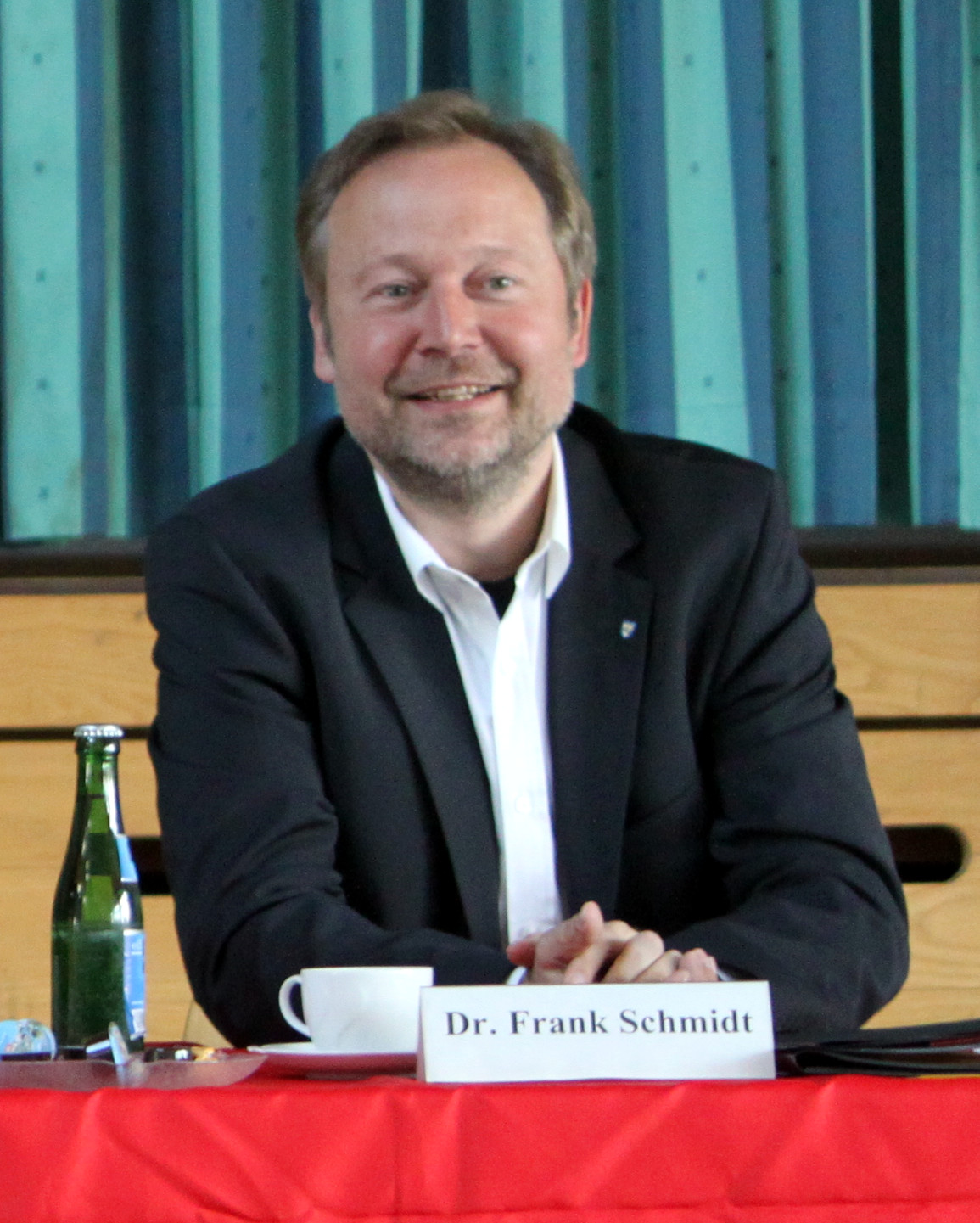
Frank Schmidt (* 1966)

- 1966: Frank Schmidt, deutscher Politiker, MdB
- 1966: Petter Thoresen, norwegischer Orientierungsläufer
- 1966: Phil Xenidis, kanadischer Musiker
- 1967: Bülent Akıncı, deutscher Filmregisseur und Drehbuchautor
- 1967: Thomas Desi, österreichischer Autor, Regisseur und Komponist
- 1967: David Grann, US-amerikanischer Journalist und Schriftsteller
- 1967: Claudia Hiepel, deutsche Historikerin
- 1967: Falk-Willy Wild, deutscher Schauspieler
- 1968: Daniel Acht, deutscher Regisseur und Drehbuchautor
- 1968: William Besse, Schweizer Skirennfahrer
- 1968: Thomas Dechant, deutscher Unternehmer und Politiker, MdL
- 1968: Tommy Denander, schwedischer Gitarrist
- 1968: Roman Nikolajewitsch Fitilew, russischer Handballspieler und -trainer
- 1968: Árni Þór Hallgrímsson, isländischer Badmintonspieler
- 1968: Michael Morgan, deutscher Schlagersänger
- 1968: Simone Violka, deutsche Politikerin, MdB
- 1969: Rolando Andaya, Jr., philippinischer Politiker, Minister

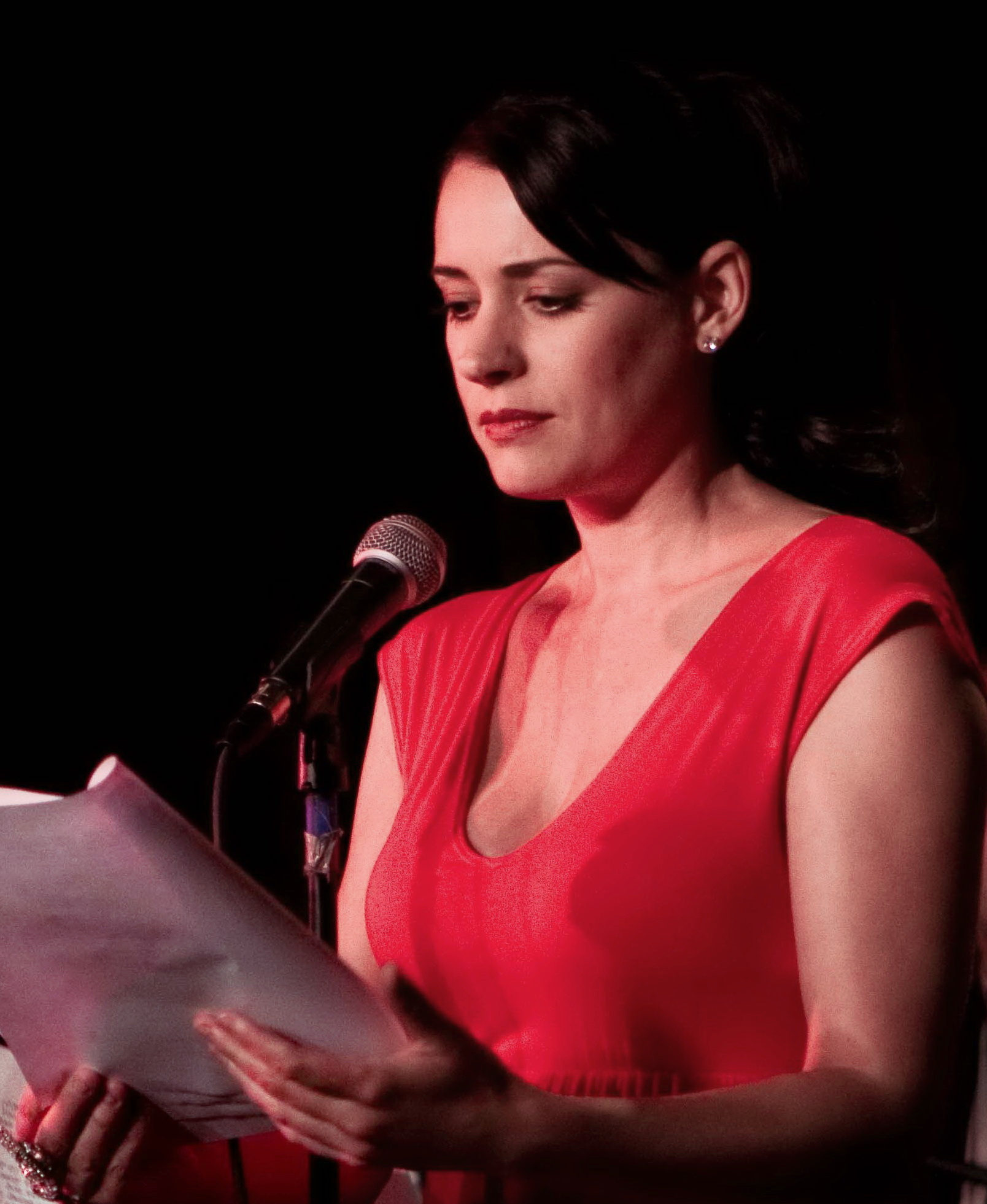
Paget Brewster (* 1969)

- 1969: Paget Brewster, US-amerikanische Schauspielerin
- 1969: Hany Ramzy, ägyptischer Fußballspieler
- 1969: Walter Schreifels, US-amerikanischer Rockmusiker und Produzent
- 1969: Ximena Restrepo, kolumbianische Leichtathletin, Olympiamedaillengewinnerin
- 1970: Michel van der Aa, niederländischer Komponist, Filmemacher und Theaterregisseur
- 1970: Tom Novy, deutscher House-DJ und -Produzent
- 1970: Michele Serena, italienischer Fußballspieler und -trainer
- 1970: Hélia Souza, brasilianische Volleyballspielerin, Olympiasiegerin
- 1970: Peter Wright, schottischer Dartspieler
- 1971: Ingo Ahrens, deutscher Handballspieler
- 1971: Jon Hamm, US-amerikanischer Schauspieler
- 1972: Michl Müller, deutscher Kabarettist
- 1972: Timbaland, US-amerikanischer Hip-Hop- und R&B-Produzent und -Musiker
- 1973: Pauls Bankovskis, lettischer Schriftsteller
- 1973: Eva Herzigová, tschechisches Mannequin und Fotomodell
- 1973: Chris Sutton, englischer Fußballspieler
- 1973: Dan Swanö, schwedischer Musikproduzent, Sänger und Musiker
- 1974: Keren Ann, niederländisch-israelische Sängerin
- 1975: Yve Burbach, deutsche Schauspielerin
- 1975: John Németh, US-amerikanischer Blues- und Soul-Mundharmonikaspieler, Sänger und Songwriter
- 1975: Francesc Obiols, andorranischer Fußballspieler

#### 1976–2000
- 1976: Faisal Atallah, kuwaitischer Eishockeyspieler
- 1976: Vanessa Louise Atkinson, englisch-niederländische Squashspielerin
- 1976: Simon Enzler, Schweizer Kabarettist
- 1976ː Elizabeth Hawker, britische Berg- und Ultramarathonläuferin, Ozeanologin
- 1976: Eladio Jiménez, spanischer Radrennfahrer
- 1976: Christa Pike, US-amerikanische Mörderin
- 1976: Barbara Schett, österreichische Tennisspielerin
- 1977: Stefan Blank, deutscher Fußballspieler
- 1977: Robin Thicke, US-amerikanischer R&B-Sänger und Songwriter
- 1978: Karen Brødsgaard, dänische Handballspielerin und -trainerin, Olympiasiegerin
- 1978: Manuel Flecker, deutscher Klassischer Archäologe

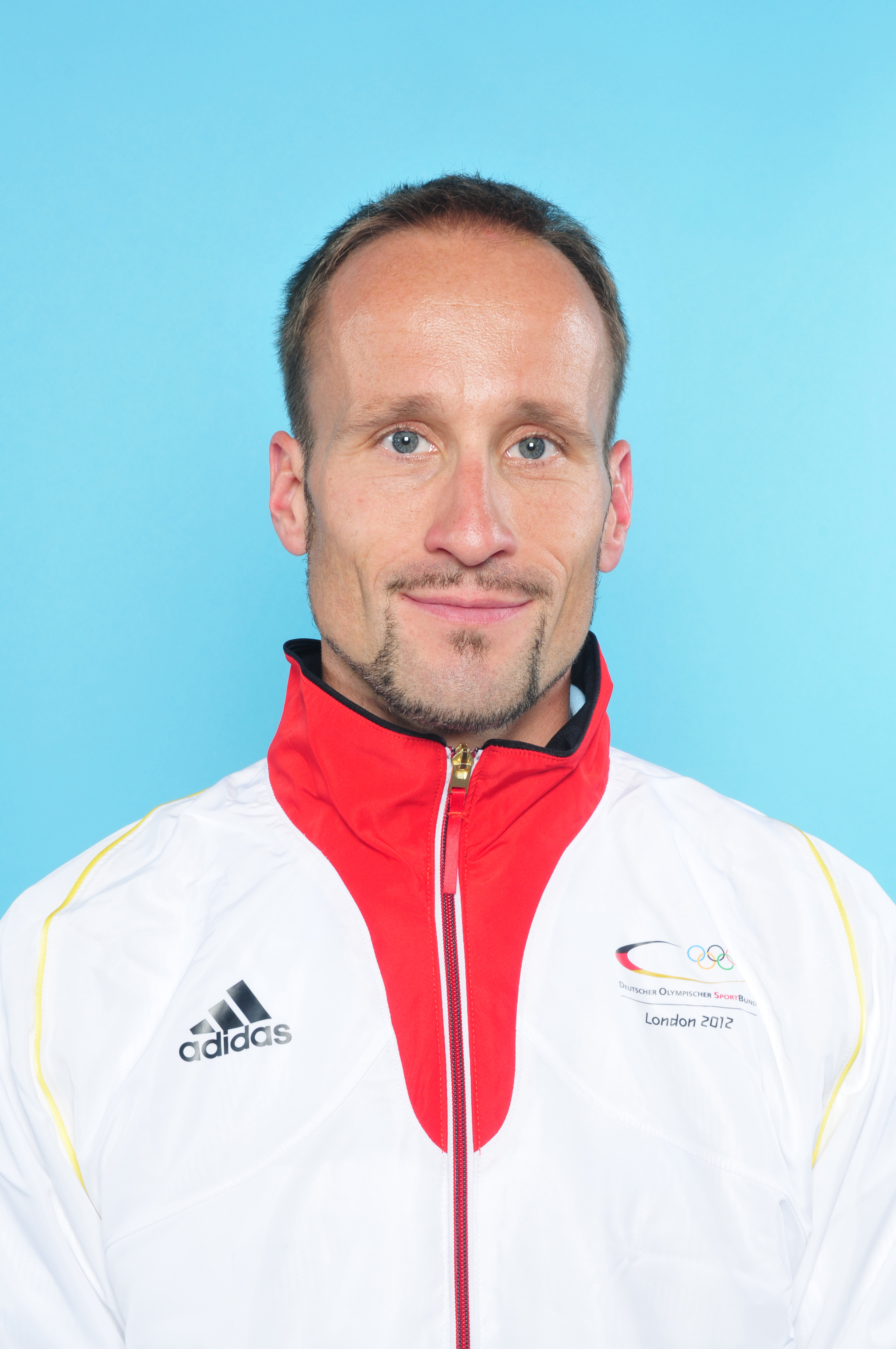
André Höhne (* 1978)

- 1978: André Höhne, deutscher Leichtathlet
- 1978: Laura Pooth, deutsche Lehrerin und Gewerkschaftsfunktionärin
- 1978: André Schneider, deutscher Schauspieler
- 1979: Alexander Khuon, deutscher Schauspieler
- 1979: Fonda Lee, kanadische–US-amerikanische Schriftstellerin
- 1980: Per-Gunnar Andersson, schwedischer Rallyefahrer
- 1980: Antonja, österreichische Sängerin
- 1981: Samuel Eto’o, kamerunischer Fußballspieler
- 1981: Kokkai Futoshi, georgischer Sumōringer
- 1981: Laura Rudas, österreichische Politikerin, Abgeordnete zum Nationalrat
- 1983: Nicolás Amodio, uruguayischer Fußballspieler
- 1983: Ryu Hyun-kyung, südkoreanische Schauspielerin
- 1983: Sarah Philipp, deutsche Politikerin, MdL
- 1983: Sonim Son, japanische Sängerin und Schauspielerin
- 1983: Rafe Spall, britischer Schauspieler
- 1983: Carrie Underwood, US-amerikanische Popsängerin
- 1984: Enrico Maaßen, deutscher Fußballtrainer

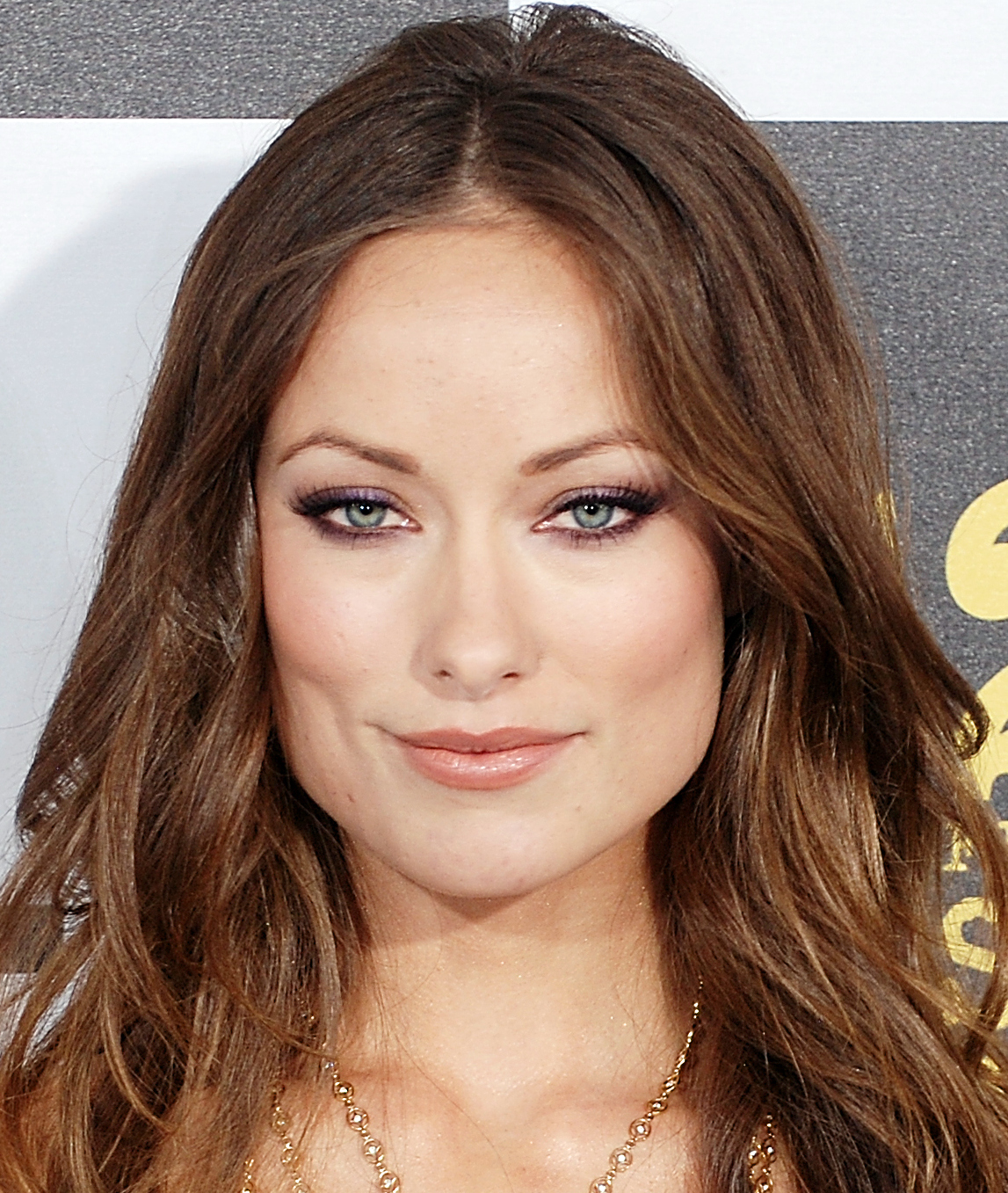
Olivia Wilde (* 1984)

- 1984: Olivia Wilde, US-amerikanische Schauspielerin
- 1985: Nicola Winter, deutsche Kampfpilotin
- 1986: Jon Aaraas, norwegischer Skispringer
- 1986: Miroslaw Antonow, bulgarischer Fußballspieler
- 1986: Recep Yıldız, türkischer Fußballspieler
- 1987: Martellus Bennett, US-amerikanischer American-Football-Spieler
- 1987: Igor Levit, deutsch-russischer Pianist
- 1987: Emeli Sandé, britische Soul- und R&B-Sängerin
- 1988: Akeem Agbetu, nigerianischer Fußballspieler
- 1988: Gurgen Dabaghyan, armenischer Sänger
- 1988: Yoel Gamzou, israelisch-amerikanischer Dirigent
- 1988: Rostyn Griffiths, australischer Fußballspieler
- 1988: Erika Kinsey, schwedische Hochspringerin
- 1988: Ivan Rakitić, kroatisch-schweizerischer Fußballspieler

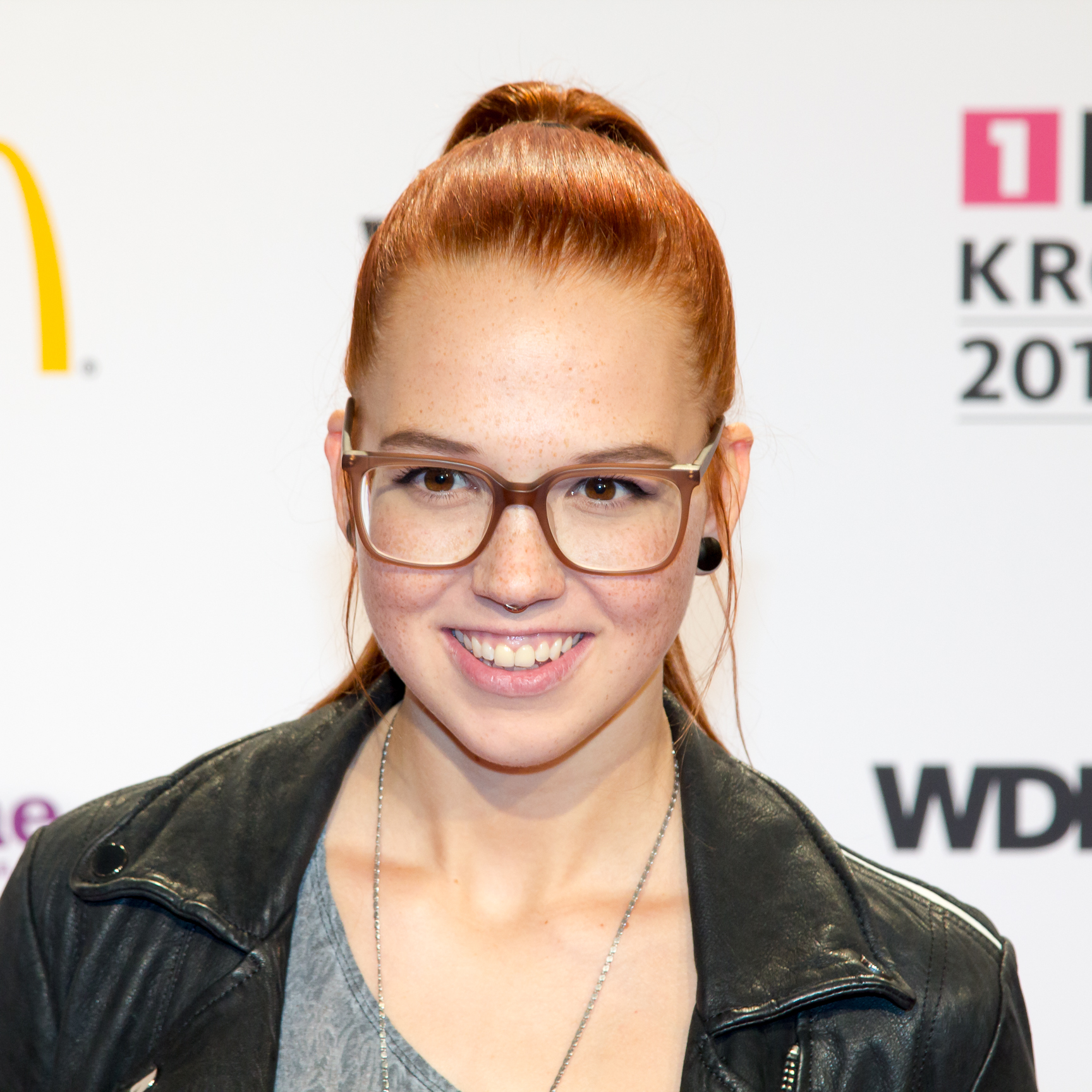
Stefanie Heinzmann (* 1989)

- 1989: Stefanie Heinzmann, Schweizer Pop-/Soulsängerin
- 1990: Inna Wassiljewna Deriglasowa, russische Florettfechterin, Weltmeisterin
- 1990: Víctor García, spanischer Rennfahrer
- 1990: Claudia Steger, deutsche Volleyballspielerin
- 1990: Stefanie Vögele, Schweizer Tennisspielerin
- 1991: Artak Aleksanjan, armenischer Fußballspieler
- 1991: Charl Pietersen, südafrikanischer Dartspieler
- 1992: Emily Osment, US-amerikanische Schauspielerin, Sängerin und Synchronsprecherin
- 1993: Nakibou Aboubakari, französisch-komorischer Fußballspieler
- 1993: Qais Ashfaq, englischer Boxer
- 1993: Jack Butland, englischer Fußballspieler
- 1993: Tatiana Calderón, kolumbianische Automobilrennfahrerin
- 1993: Alfred Duncan, ghanaischer Fußballspieler
- 1993: Nooa Takooa, kiribatischer Leichtathlet
- 1995: Tom Deman, belgischer Fußballspieler
- 1995: Beitske Visser, niederländische Automobilrennfahrerin
- 1996: Aylin Bok, deutsche Handballspielerin

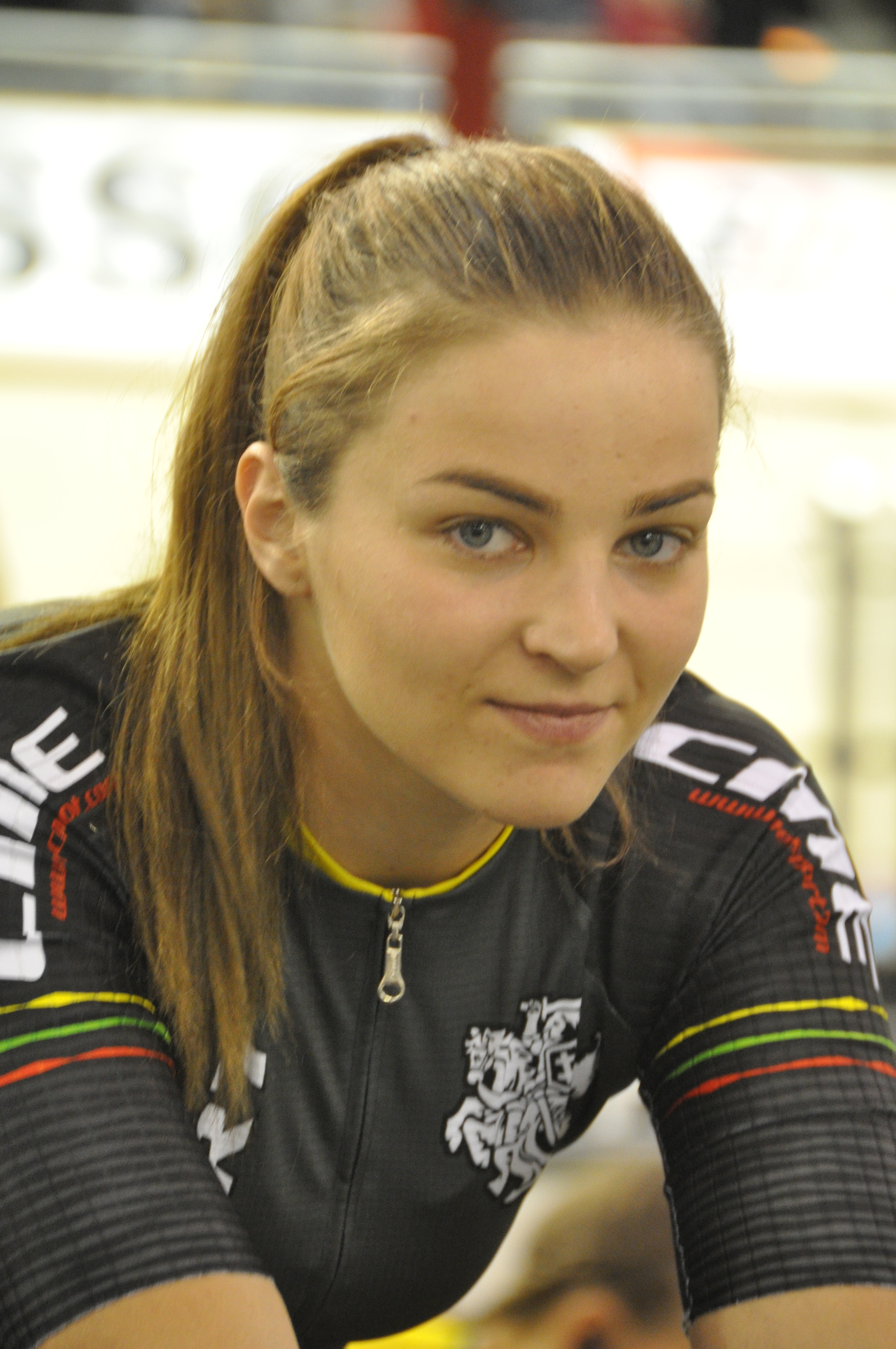
Miglė Lendel (* 1996)

- 1996: Miglė Lendel, litauische Radsportlerin
- 1997: Belinda Bencic, schweizerische Tennisspielerin
- 1997: Ana Carrasco, spanische Motorradrennfahrerin
- 1997: Sarasadat Khademalsharieh, iranische Schachspielerin
- 1997: Gabi Nunes, brasilianische Fußballspielerin
- 2000: David Zingerle, italienischer Biathlet

### 21. Jahrhundert

#### 2001–2025
- 2002: Ian Maatsen, niederländischer Fußballspieler
- 2004: Lennard Nieleck, deutscher Eishockeyspieler
- 2006: Kyle alessandro, norwegischer Sänger
- 2008: Francesco Camarda, italienischer Fußballspieler

## Gestorben

### Vor dem 19. Jahrhundert
- 0483: Simplicius, Papst
- 1030: Welf II., Graf von Altdorf
- 1039: Odo, Herzog von Gascogne und Aquitanien, Graf von Poitou
- 1138: Rudolf von St. Trond, wallonischer Benediktinermönch
- 1169: Gotpold, Bischof von Prag
- 1221: Pietro Catanii, Gefährte des Heiligen Franz von Assisi
- 1222: Johann I., König von Schweden
- 1247: Arnold I., deutscher Abt
- 1289: Maud de Lacy, englische Adlige
- 1312: Kasimir II., Herzog von Beuthen und Cosel
- 1340: Henry de Beaumont, englischer Adeliger
- 1376: Geoffroi de Vayrols, Bischof von Lausanne, Carpentras und Carcassonne sowie Erzbischof von Toulouse
- 1391: Tvrtko I., bosnischer König
- 1476: Simon de Lalaing, burgundischer Adliger
- 1492: Philipp II., Graf von Nassau-Weilburg

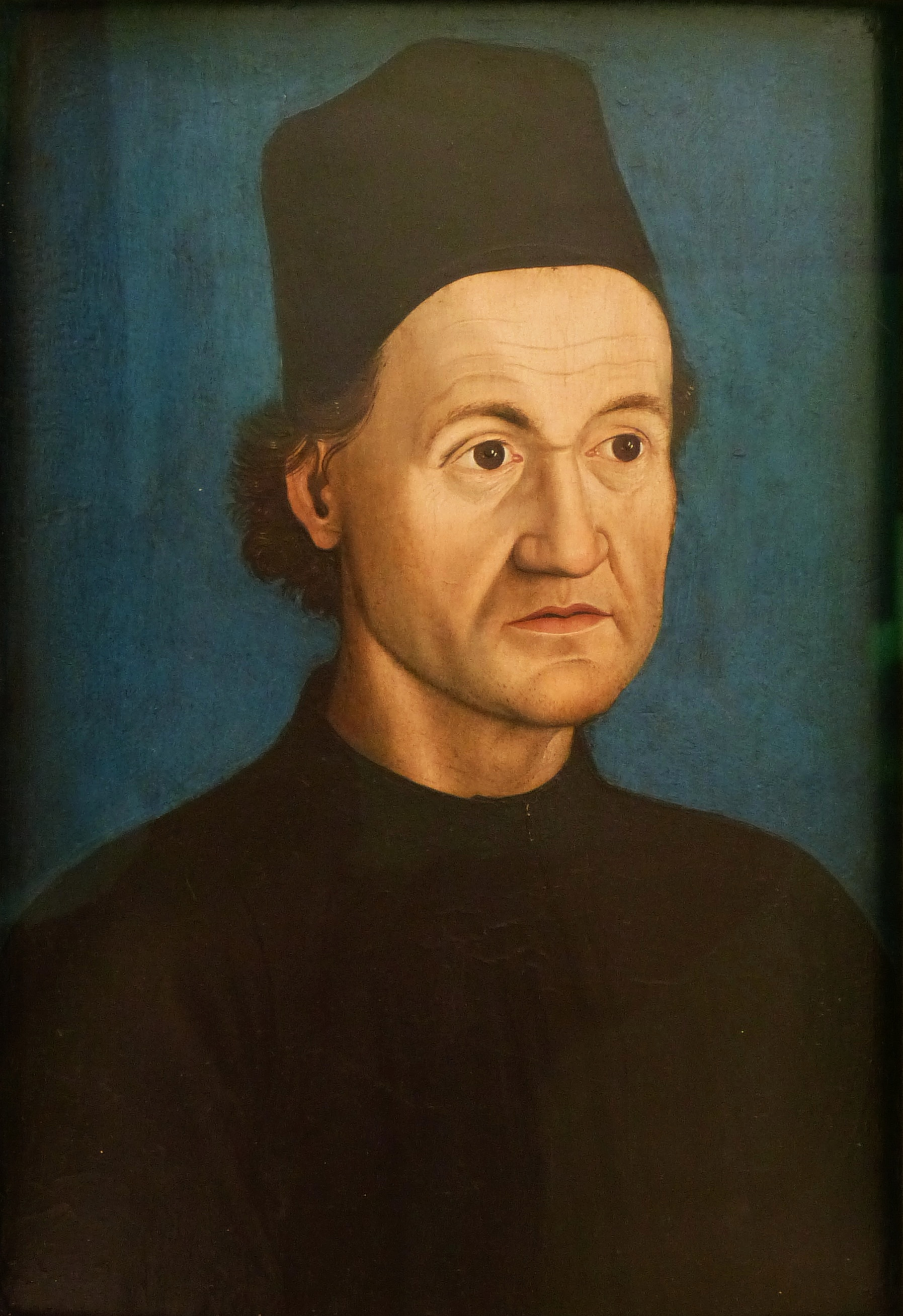
Johann Geiler von Kaysersberg († 1510)

- 1510: Johann Geiler von Kaysersberg, deutscher Prediger und Schriftsteller
- 1513: John de Vere, 13. Earl of Oxford, englischer Adeliger und erblicher Lord Great Chamberlain von England
- 1526: Janusz III., Herzog von Masowien
- 1527: Nam Gon, koreanischer Politiker sowie neokonfuzianischer Philosoph und Dichter
- 1528: Balthasar Hubmaier, deutscher Täufer
- 1548: Stephan Rosinus, deutscher Humanist, Hochschullehrer und Diplomat
- 1554: Bernhardin I. von Herberstein Reichsfreiherr zu Neuberg und Gutenhag, Landesverweser des Herzogtums Steiermark.
- 1556: Konrad Klinge, deutscher Theologe und Domprediger in Erfurt
- 1572: Jacob von Zitzewitz, deutscher Staatsmann
- 1573: Hans Mielich, deutscher Maler
- 1585: Rembert Dodoens, flämischer Botaniker und Physiker
- 1588: Theodor Zwinger der Ältere, Schweizer Gelehrter und Sohn des Kürschners Leonhard Zwinger
- 1592: Michiel Coxcie, flämischer Maler
- 1606: Jakob, Kaiser von Äthiopien
- 1615: John Ogilvie, schottischer Mönch im Jesuitenorden und Märtyrer der katholischen Kirche
- 1637: Bogislaw XIV., letzter Herzog von Pommern
- 1642: Johan De la Gardie, schwedischer Adliger und Inhaber höchster Staatsämter
- 1649: Jakob Lampadius, braunschweig-lüneburgischer Staatsmann
- 1664: Kaspar Ebel, deutscher Pädagoge, Logiker und Metaphysiker
- 1669: John Denham, irischer Dichter
- 1675: Johann Konrad Schragmüller, deutscher Geistlicher, Theologe und Hochschullehrer
- 1685: Werner Theodor Martini, deutscher Rechtsgelehrter
- 1688: Johann Jakob Redinger, Schweizer evangelischer Geistlicher, Philologe und Schulleiter
- 1689: Philipp Ludwig, erster Herzog von Schleswig-Holstein-Sonderburg-Wiesenburg
- 1701: Johann Schelle, deutscher Komponist des Barock
- 1702: Abraham Löwel, deutscher Unternehmer
- 1716: Wenzel Ludwig von Radolt, österreichischer Adeliger, Komponist und Lautenist
- 1724: Urban Hjärne, schwedischer Arzt, Alchemist, Geologe, Schriftsteller und Naturforscher
- 1730: Therese Kunigunde von Polen, Kurfürstin von Bayern
- 1735: Dirck van Cloon, Generalgouverneur von Niederländisch-Indien
- 1736: William Cosby, britischer Gouverneur der Provinz New York
- 1746: Friedrich Wilhelm, Herzog von Sachsen-Meiningen
- 1752: Johann Christoph Knöffel, deutscher Architekt und Baumeister des Rokoko
- 1755: Johann David Köhler, deutscher Historiker, Numismatiker und Heraldiker
- 1757: Johann Joseph von Trautson, österreichischer Geistlicher, Erzbischof von Wien, Kardinal
- 1759: Nicolas de Saulx-Tavannes, französischer Kardinal und Erzbischof von Rouen
- 1762: Jean Calas, französischer Protestant, Opfer eines Justizmordes
- 1772: Friedrich III., Herzog von Sachsen-Gotha-Altenburg
- 1792: John Stuart, 3. Earl of Bute, Premierminister von Großbritannien

### 19. Jahrhundert
- 1805: Friedrich Wilhelm Dresde, deutscher Sprachwissenschaftler und lutherischer Theologe
- 1806: François Denis Tronchet, französischer Jurist
- 1810: Auguste Dorothea von Braunschweig-Wolfenbüttel, deutsche Äbtissin
- 1819: Friedrich Heinrich Jacobi, deutscher Schriftsteller und Philosoph
- 1823: Gottlieb Ludolph Krehl, deutscher evangelischer Geistlicher

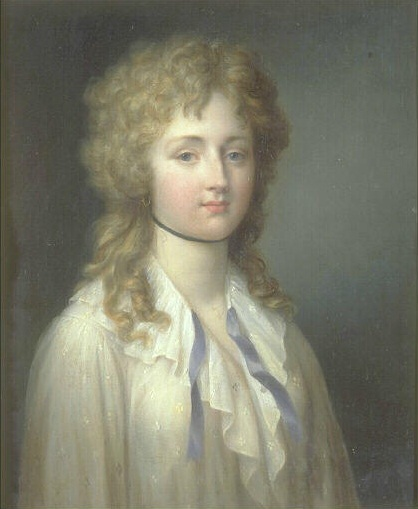
Mademoiselle de Condé († 1824)

- 1824: Louise-Adélaïde de Bourbon-Condé, Äbtissin von Remiremont und benediktinische Klostergründerin
- 1825: José de Bustamante y Guerra, spanischer Politiker, Seefahrer und Gouverneur von Montevideo
- 1825: Johann Joseph Kausch, schlesischer Mediziner und Schriftsteller
- 1825: Carl Brandan Mollweide, deutscher Mathematiker und Astronom
- 1826: Johann VI., König von Portugal und Brasilien aus dem Hause Braganza

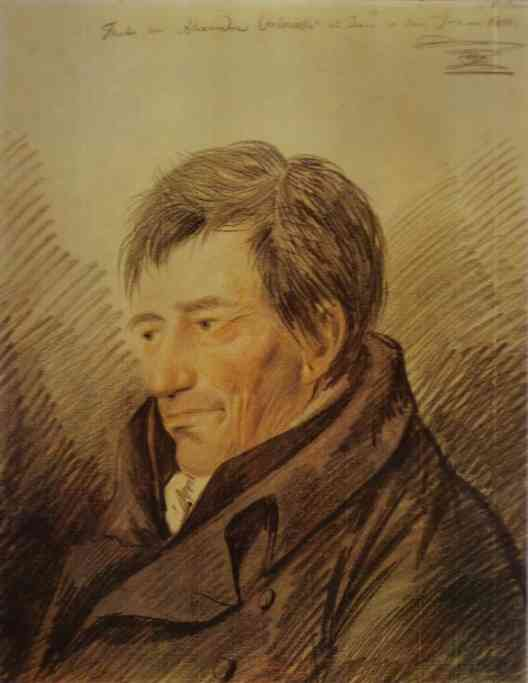
Muzio Clementi († 1832)

- 1832: Muzio Clementi, italienischer Komponist
- 1834: William Purcell, britischer Seemann auf der Bounty
- 1836: Antoine Louis Claude Destutt de Tracy, französischer Philosoph
- 1852: Armand Marrast, französischer Journalist
- 1854: William Mathewson Eddy, US-amerikanischer Landvermesser
- 1855: Carlos María Isidro de Borbón, Begründer der carlistischen Linie der bourbonischen Thronfolge in Spanien und Frankreich
- 1855: Carl Mayer von Rothschild, deutscher Bankier
- 1861: Taras Schewtschenko, ukrainischer Dichter
- 1864: Maximilian II., König von Bayern
- 1870: Ignaz Moscheles, böhmisch-österreichischer Komponist und Pianist
- 1872: Mariane Bargiel, deutsche Pianistin, Sängerin und Klavierlehrerin

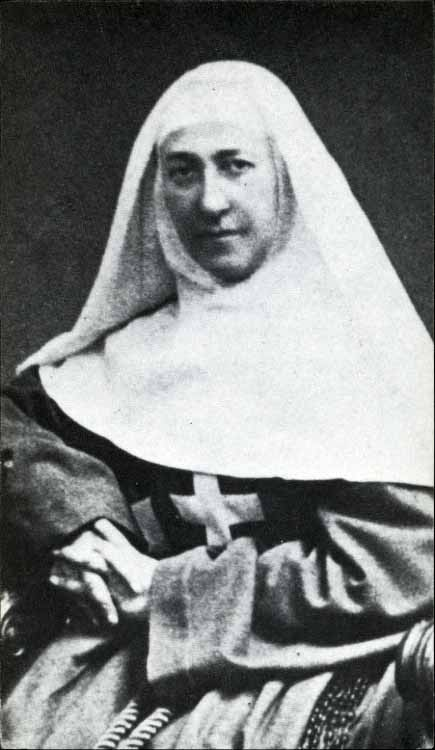
Marie-Eugénie de Jésus († 1898)

- 1872: Giuseppe Mazzini, italienischer Nationalist
- 1874: Jacques Martin, Schweizer evangelische Geistlicher
- 1875: Joseph Daussoigne-Méhul, französischer Komponist
- 1876: Franz Stollwerck, deutscher Industrieller
- 1882: Charles Wyville Thomson, britischer Professor für Zoologie
- 1883: Doroteo Vasconcelos Vides, Staatschef von El Salvador
- 1886: Ignác Mihályi, ungarischer Komponist
- 1887: Carolyne zu Sayn-Wittgenstein, polnisch-ukrainische Adlige, Lebensgefährtin Franz Liszts
- 1889: Yohannes IV., Kaiser von Äthiopien
- 1895: Charles Frederick Worth, britischer Modemacher, Begründer der Haute Couture
- 1897: Savitribai Phule, indische Sozialreformerin, Dichterin und Bildungspionierin
- 1898: Marie-Eugénie de Jésus, französische Nonne, Ordensgründerin und Heilige
- 1900: Karl Doppler, deutscher Komponist
- 1900: Johann Peter Emilius Hartmann, dänischer Komponist

### 20. Jahrhundert

#### 1901–1950

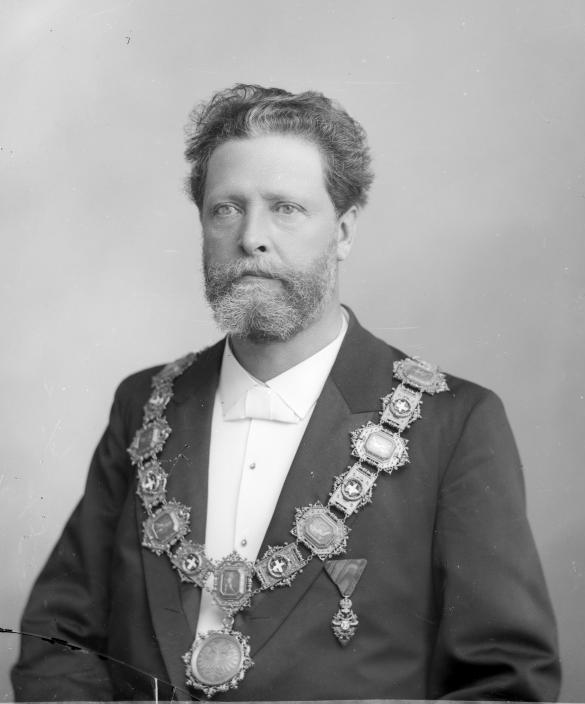
Karl Lueger († 1910)

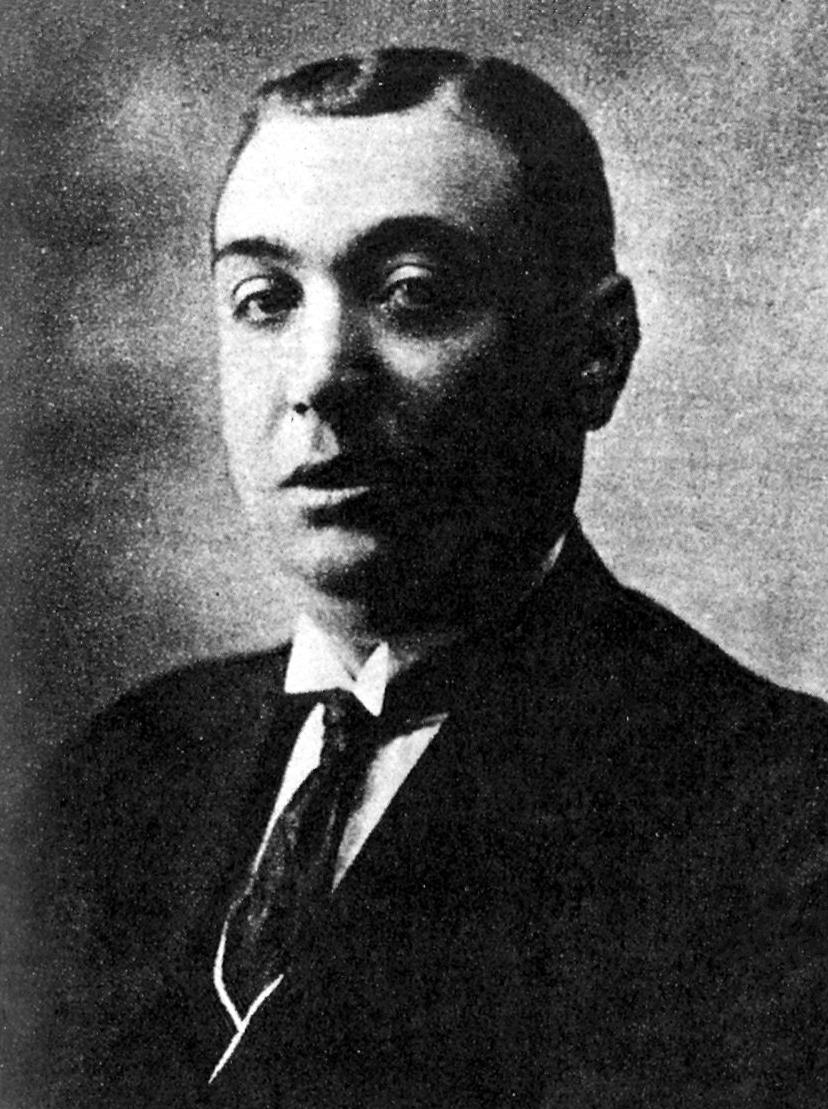
Salvador Seguí († 1923)

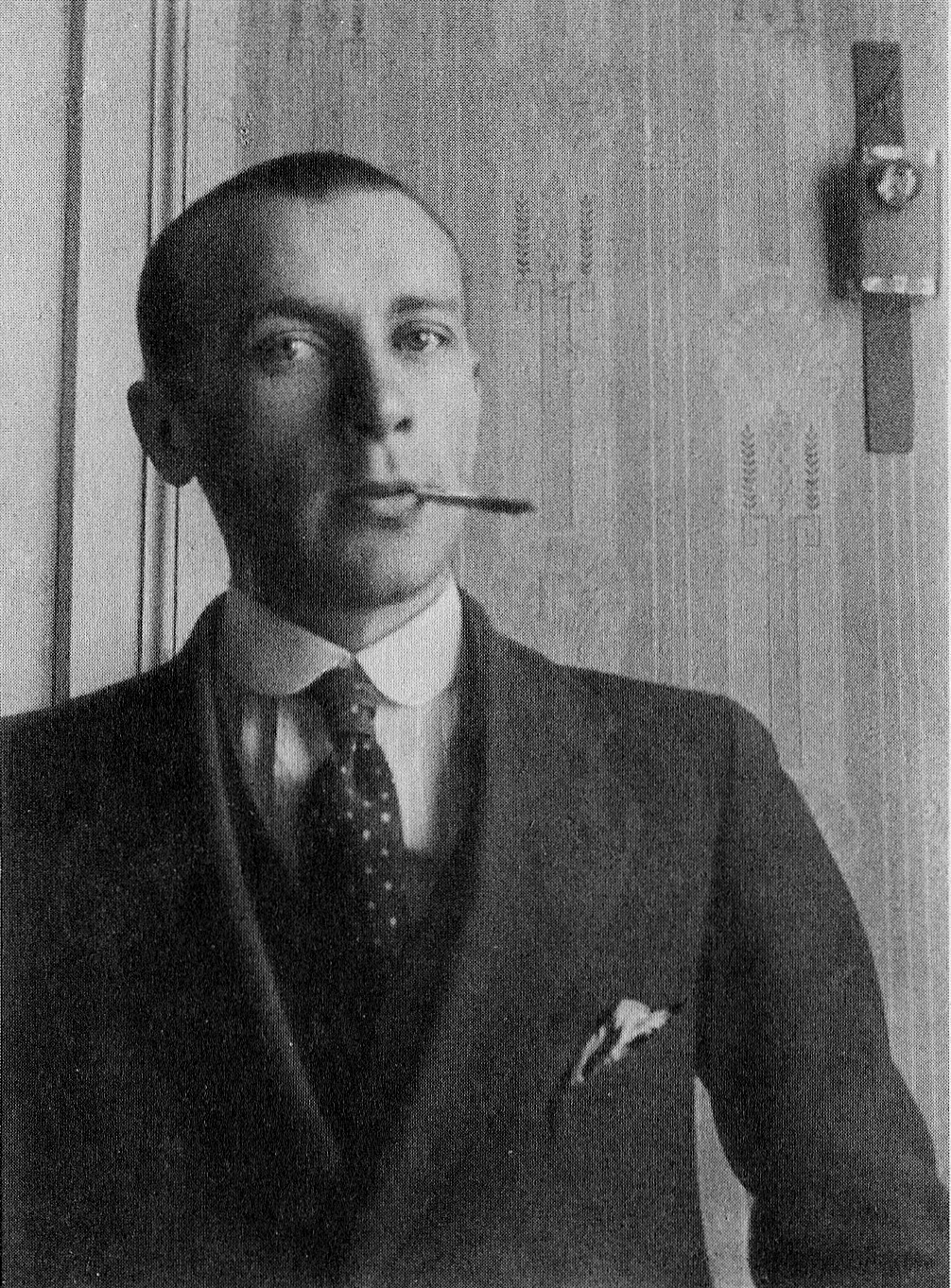
Michail Afanassjewitsch Bulgakow († 1940)

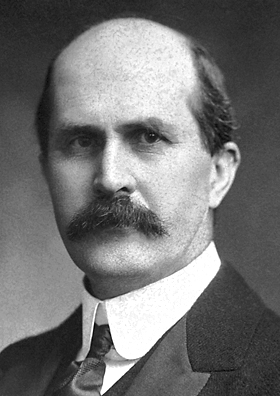
William Henry Bragg († 1942)

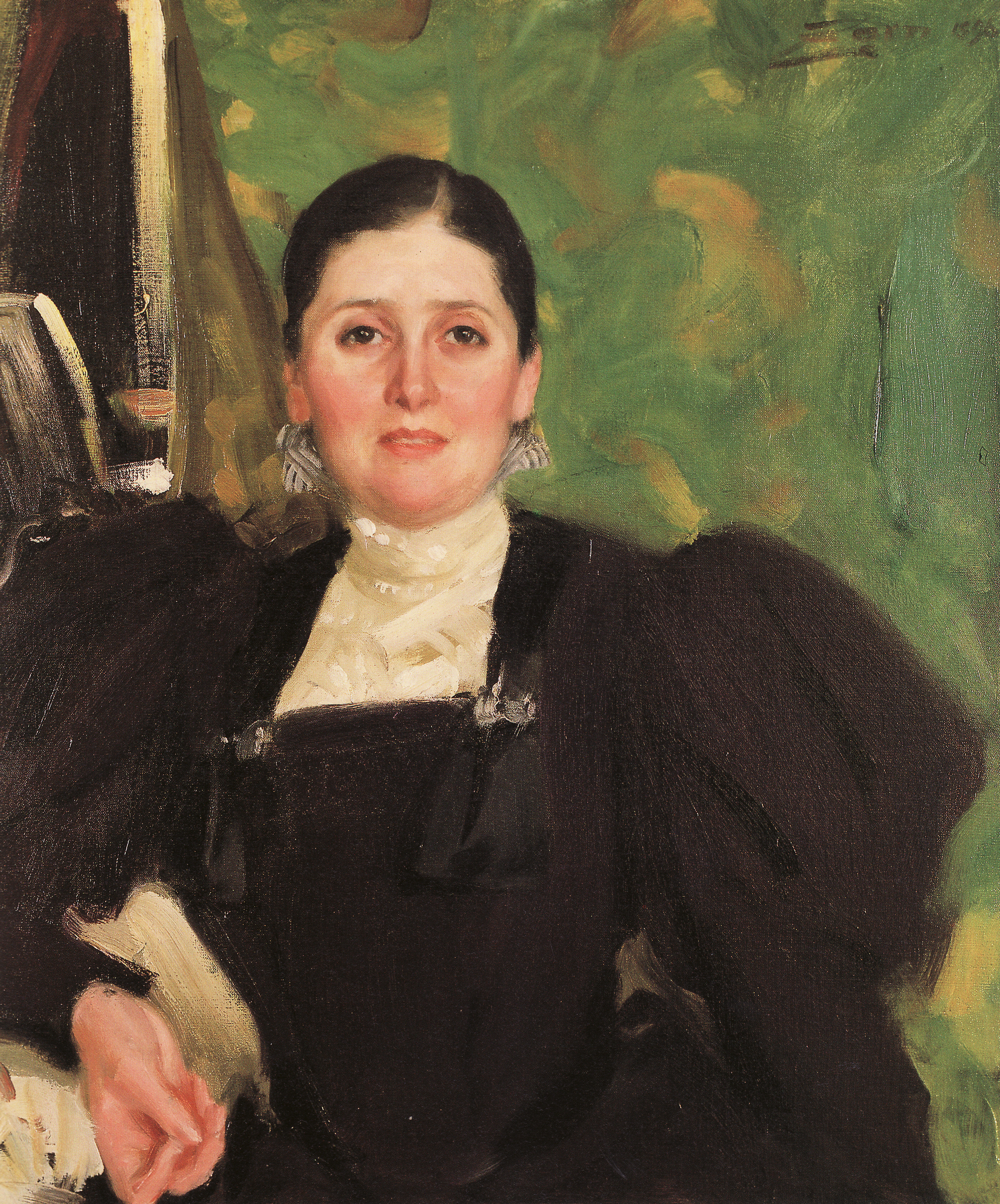
Martha Liebermann († 1943)

- 1902ː Jenny Hirsch, deutsche Übersetzerin, Schriftstellerin und Frauenrechtlerin
- 1906: Eugen Richter, deutscher Publizist und Politiker
- 1910: Joseph Capilano, kanadischer Häuptling, versuchte die Politik der Enteignung und Zwangsassimilation zu bekämpfen
- 1910: Ludvig Ludvigsen Daae, norwegischer Historiker
- 1910: Karl Lueger, österreichischer Politiker, Wiener Bürgermeister
- 1910: Carl Reinecke, deutscher Komponist
- 1913: Harriet Tubman, US-amerikanische Fluchthelferin der Underground Railroad
- 1916: Edward Farley, australischer Sänger
- 1916: Sámuel Teleki, österreichisch-ungarischer Politiker, Entdecker und Forschungsreisender
- 1917: Hans Robert Vollmöller, deutscher Luftfahrtpionier
- 1918: Leonhard Atzberger, deutscher Geistlicher und Dogmatiker
- 1918: Ernst Friedel, deutscher Kommunalpolitiker, Geschichts- und Heimatforscher
- 1918: Rudolf Hausleithner, österreichischer Maler
- 1918: Eugen von Zimmerer, deutscher Gouverneur von Kamerun
- 1919: Leo Jogiches, deutscher Politiker
- 1922: Hans Sitt, deutscher Komponist
- 1923: Salvador Seguí, spanischer Anarchist und Syndikalist
- 1924: Chester Hardy Aldrich, US-amerikanischer Politiker
- 1924: Rafael López Gutiérrez, Präsident von Honduras
- 1924ː Marie Schmalenbach, deutsche Autorin
- 1925: Meyer Prinstein, US-amerikanischer Leichtathlet
- 1925: Werner Fritze, deutscher Kaufmann und Kommunalpolitiker
- 1933: Cecil Hamilton Armitage, britischer Gouverneur
- 1933: Manfred Kyber, deutscher Autor
- 1933: Ahmad asch-Scharif, Anführer des libyschen Sanussiya-Ordens
- 1936: Peter Emil Isler, Schweizer Politiker
- 1937: Jewgeni Iwanowitsch Samjatin, russischer Revolutionär und Schriftsteller
- 1937: Oskar Steinbach, deutscher Motorradrennfahrer
- 1940: Michail Afanassjewitsch Bulgakow, russischer Schriftsteller
- 1941: August Abbehusen, deutscher Architekt
- 1941: Karl Joseph Schulte, deutscher Geistlicher, Bischof von Paderborn und Erzbischof des Erzbistums Köln
- 1942: William Henry Bragg, britischer Physiker und Nobelpreisträger
- 1943: Priska Aich, ungarische Opernsängerin
- 1943ː Martha Liebermann, Ehefrau des Malers Max Liebermann, Holocaustopfer
- 1943: Otto Modersohn, deutscher Maler
- 1944ː Grete Reiner, deutsche Übersetzerin und Herausgeberin, Holocaustopfer
- 1945: Kurt von Plettenberg, deutscher Forstmann
- 1945: Dorothea Arnd al Raschid, deutsche Porträtmalerin
- 1946: Karl Haushofer, deutscher General und Geopolitiker
- 1946: Karl Hans Strobl, deutscher Schriftsteller
- 1948: Jan Masaryk, tschechischer Politiker
- 1948: Zelda Fitzgerald, US-amerikanische Autorin

#### 1951–2000
- 1951: Hans Karl Abel, deutscher Schriftsteller
- 1951: Ludwig Kohlen, deutscher Politiker
- 1952: Ben Fuller, australischer Theaterunternehmer
- 1954: Alfred Lamoureux, kanadischer Komponist und Musikpädagoge
- 1960: John Amen, US-amerikanischer Staatsanwalt
- 1963: Irving Aaronson, US-amerikanischer Jazz-Pianist und Bandleader
- 1964: Hermann Troppenz, deutscher Politiker, MdB
- 1965: Jean Boyer, französischer Regisseur und Drehbuchautor
- 1965: Beatrice Harrison, britische Cellistin

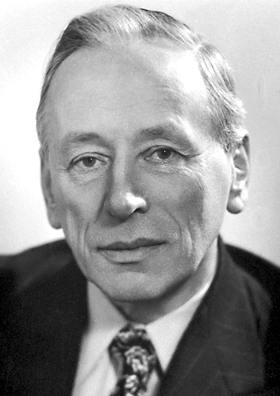
Frits Zernike († 1966)

- 1966: Frits Zernike, niederländischer Physiker
- 1966: Frank O’Connor, irischer Schriftsteller
- 1968: Blind Joe Reynolds, US-amerikanischer Blues-Gitarrist, Sänger und Songschreiber
- 1970: Fritz Benscher, deutscher Schauspieler, Quizmaster und Moderator, Hörspielsprecher und -Regisseur
- 1970: Auguste Lemaître, Schweizer evangelischer Geistlicher und Hochschullehrer
- 1970: Edward Statkiewicz, polnischer Geiger und Musikpädagoge
- 1971: Eugenie Bernay, österreichische Schauspielerin
- 1971: Ladislaus Kmoch, österreichischer Karikaturist und Comiczeichner
- 1971: Emmi Welter, deutsche Politikerin und Frauenrechtlerin, MdB
- 1973: Robert Siodmak, US-amerikanischer Filmregisseur
- 1974: Quinto Maganini, US-amerikanischer Komponist und Dirigent
- 1974: Arthur Piechler, deutscher Komponist und Organist
- 1976: Louis Abit, französischer Autorennfahrer
- 1976: Curt Querner, deutscher Maler
- 1978ː Ingeborg Friebel, deutsche Grafikerin und Illustratorin
- 1980: William Kroll, US-amerikanischer Geiger, Komponist und Musikpädagoge
- 1983: Jakob Annasohn, Schweizer Generalstabschef
- 1985: Israel Regardie, britischer Okkultist
- 1985: Konstantin Ustinowitsch Tschernenko, sowjetischer Politiker

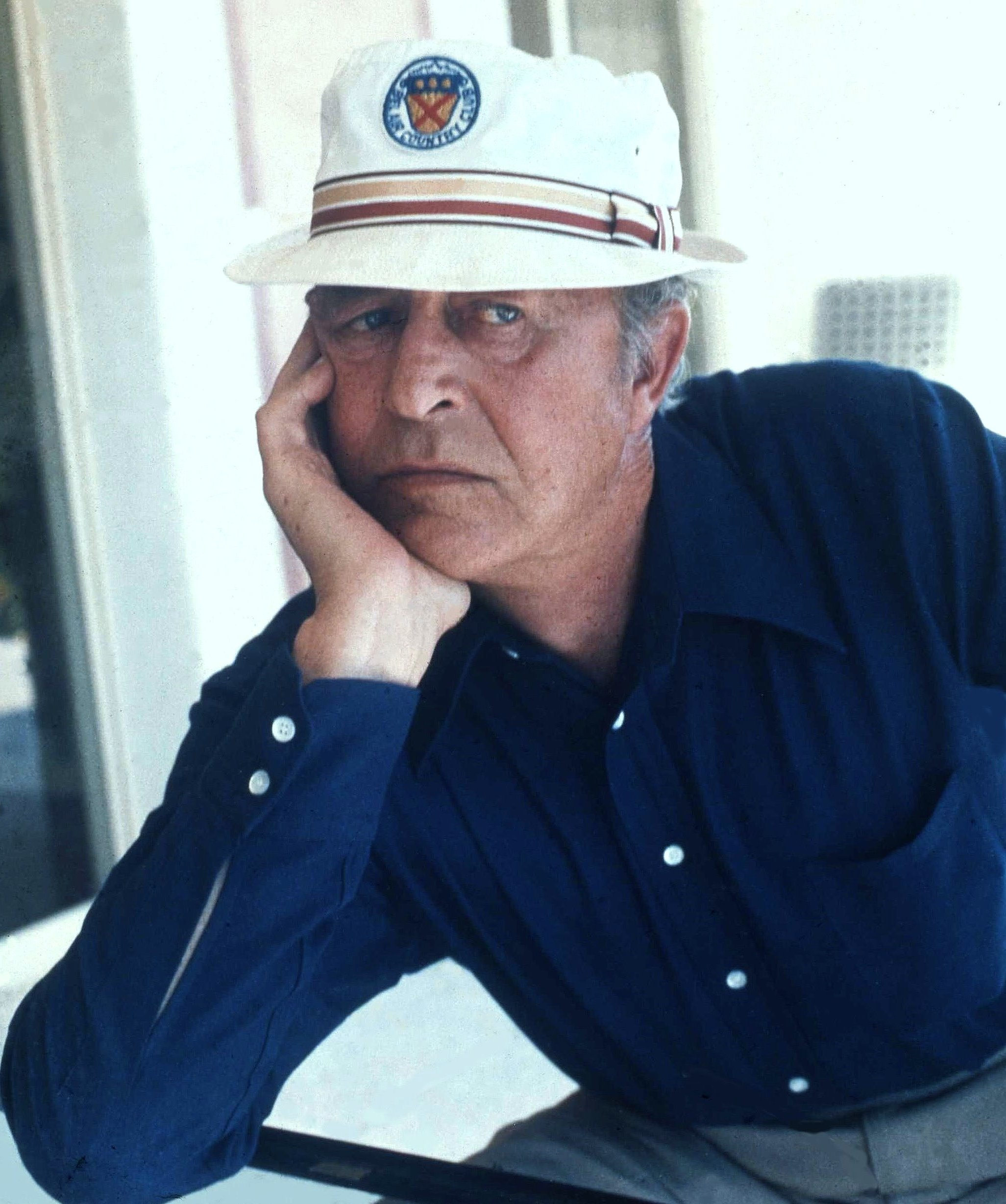
Ray Milland († 1986)

- 1986: Ray Milland, britischer Film- und Fernsehschauspieler
- 1988: Andy Gibb, britisch-australischer Pop-Sänger
- 1988: William Wordsworth, englisch-schottischer Komponist
- 1989ː Cläre Barwitzky, deutsche Seelsorgehelferin und Gerechte unter den Völkern
- 1990: Bruno Bělčík, tschechischer Geiger
- 1990: Rose Renée Roth, österreichische Schauspielerin
- 1991: Elie Siegmeister, US-amerikanischer Komponist
- 1991: Hans Winterberg, tschechisch-deutscher Komponist
- 1992: Friedrich Karl Dörner, deutscher Altphilologe, Epigraphiker und Archäologe
- 1992: Dave Heinz, US-amerikanischer Autorennfahrer
- 1992: Helmut Reichmann, deutscher Segelflug-Weltmeister
- 1993: Guido Wieland, österreichischer Kammerschauspieler, Regisseur und Operettenbuffo
- 1994: Robert Shea, US-amerikanischer Schriftsteller
- 1995: Herbert Fromm, deutsch-US-amerikanischer Organist, Dirigent und Komponist
- 1995: Mattityahu Peled, israelischer General, Politiker, Professor für Arabistik
- 1997: Lars Ahlin, schwedischer Schriftsteller
- 1997: LaVern Baker, US-amerikanische Rhythm-and-Blues-Sängerin
- 1998: Ilse Bing, deutsch-amerikanische Fotografin
- 1998: Lloyd Bridges, US-amerikanischer Schauspieler
- 1999: Louis Marischal, belgischer Komponist

### 21. Jahrhundert
- 2002: Sleiman Hajjar, libanesischer Bischof in Kanada
- 2003: Charles Cyroulnik, französischer Geiger

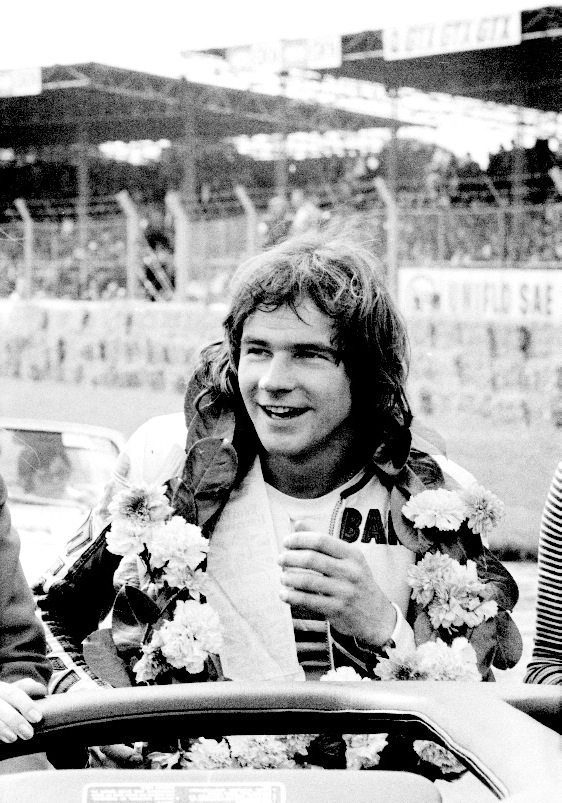
Barry Sheene († 2003)

- 2003: Barry Sheene, britischer Motorradrennfahrer
- 2003: Fritz Spengler, deutscher Feldhandballspieler
- 2003: Naftali Temu, kenianischer Langstreckenläufer
- 2003: Ottorino Volonterio, Schweizer Autorennfahrer
- 2004: Norbert Grupe, deutscher Boxer und Schauspieler
- 2005: Danny Joe Brown, US-amerikanischer Musiker
- 2006: John Profumo, britischer Politiker
- 2007: Gerd Jauch, deutscher Fernsehmoderator und -journalist
- 2007: Rolf Kalmuczak, deutscher Schriftsteller
- 2007: Kurt Wafner, deutscher Lektor, Autor und Antimilitarist
- 2008: Kurt Anton Hueber, österreichischer Komponist und Pädagoge
- 2008: Otto Schnellbacher, US-amerikanischer American-Football-Spieler
- 2008: Heinz Stangl, österreichischer Maler und Grafiker
- 2009: Guy Jonson, britischer Pianist und Musikpädagoge

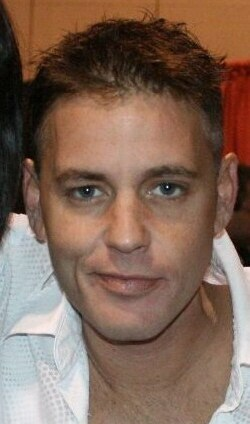
Corey Haim († 2010)

- 2010: Corey Haim, kanadischer Schauspieler
- 2010: Muhammad Sayyid Tantawi, Großscheich der Al-Azhar-Universität
- 2011: Günter Gollasch, deutscher Klarinettist und Bandleader
- 2011: W. J. Maryson, niederländischer Schriftsteller
- 2011: Ralf Schüler, deutscher Architekt
- 2011: David Viñas, argentinischer Schriftsteller
- 2012: Jean Giraud, französischer Comiczeichner
- 2012: Nick Zoricic, kanadischer Freestyle-Skier
- 2014: Heinz Bäni, Schweizer Fußballspieler
- 2014: Ivan Gams, jugoslawischer und slowenischer Geograph und Hochschullehrer
- 2014: Don Ingalls, US-amerikanischer Drehbuchautor und Fernsehproduzent
- 2015: Hans Knauer, deutscher Entertainer und Kabarettist
- 2016: Ken Adam, deutsch-britischer Szenenbildner
- 2016: Keith Emerson, britischer Musiker
- 2017: John Surtees, britischer Rennfahrer
- 2018: Christine Bernardi, französische Mathematikerin
- 2018: Hubert de Givenchy, französischer Modeschöpfer
- 2018: María Orán, spanische Sängerin und Gesangspädagogin
- 2018: Ralf Waldmann, deutscher Motorradfahrer
- 2019: Andrzej Wirth, deutsch-polnischer Theaterwissenschaftler
- 2021: Hamed Bakayoko, ivorischer Politiker
- 2022: Emilio Delgado, US-amerikanischer Schauspieler und Musiker mexikanischer Abstammung (* 1940)
- 2022: León Genuth, argentinischer Ringer
- 2022: Jürgen Grabowski, deutscher Fußballspieler
- 2022: Katja Kamm, deutsche Bilderbuchautorin
- 2022: Magne Landrø, norwegischer Sportschütze
- 2022: Annerose Schmidt, deutsche Pianistin
- 2022: Alena Šrámková, tschechische Architektin und Hochschullehrerin
- 2022: Eva Zaoralová, tschechische Filmkritikerin
- 2023: Naonobu Fujii, japanischer Volleyballspieler
- 2023: Karoline Käfer, österreichische Leichtathletin
- 2023: Napoleon XIV, geboren als Jerry Samuels, US-amerikanischer Musikproduzent
- 2025ː Helma, deutsche Malerin

## Feier- und Gedenktage
- Kirchliche Gedenktage
  - Hl. Vierzig Märtyrer von Sebaste, kleinasiatische Blutzeugen (evangelisch, der Gedenktag für andere Konfessionen ist der 9. März)
  - John Ogilvie, englischer Märtyrer (katholisch)
  - Harriet Tubman und Sojourner Truth, US-amerikanische Reformerinnen (evangelisch: Evangelical Lutheran Church in America)

- Namenstage
  - Gustav

Weitere Einträge enthält die Liste von Gedenk- und Aktionstagen.